# الحياة السياسية في إسبانيا خلال فترة وصاية ماريا كريستينا دي هابسبورغ
شكلت مرحلة وصاية ماريا كريستينا دي هابسبورغ المرحلة الأولى من عهد ألفونسو الثالث عشر ملك إسبانيا حيث أخذت على عاتقها وظائف الوصي على العرش وإدارة الدولة بالنيابة عن ابنها القاصر. بدأت فترة الوصاية بعد وفاة الملك ألفونسو الثاني عشر في نوفمبر 1885 قبل أشهر من ولادة الملك الجديد، وانتهت في مايو 1902 عندما أكمل ألفونسو الثالث عشر سن السادسة عشر وأقسم على دستور 1876 وبذلك بدأت فترة حكمه الشخصي.
ووفقا للمؤرخ مانويل سواريز كورتينا:"تعد فترة الوصاية تلك ذات أهمية خاصة في تاريخ إسبانيا لأن النظام في أواخر سنوات القرن الماضي قد واجه استقرارا سياسيا نوعا ما وتطورت سياسات الدولة الليبرالية، ولكنها واجهت أيضا ظهور تمزقات كبيرة في الساحة الدولية أفرزتها الحرب الاستعمارية الأولى ثم مع الولايات المتحدة بعد ذلك، وأثارت الهزيمة العسكرية والدبلوماسية إلى خسارتها للمستعمرات في اتفاقية باريس 1898. وفي الداخل شهد المجتمع الإسباني نقلة كبيرة بظهور وقائع سياسية هامة مثل النزعة القومية والإقليمية المهمشة وتعزيز الحركات العمالية ذات الانتماءات المزدوجة الاشتراكية والفوضوية، واستمرار وجود تيارات المعارضة الكارلية والجمهوريين بالرغم من تضعضعهم».

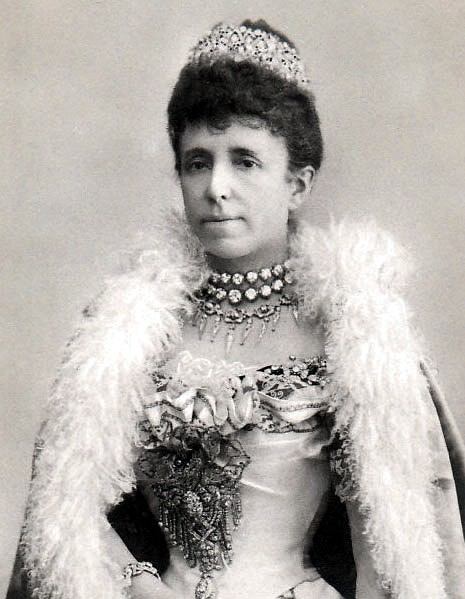
ماريا كريستينا دي هابسبورغ سنة 1891

## وفاة الفونسو الثاني عشر وميثاق إل باردو

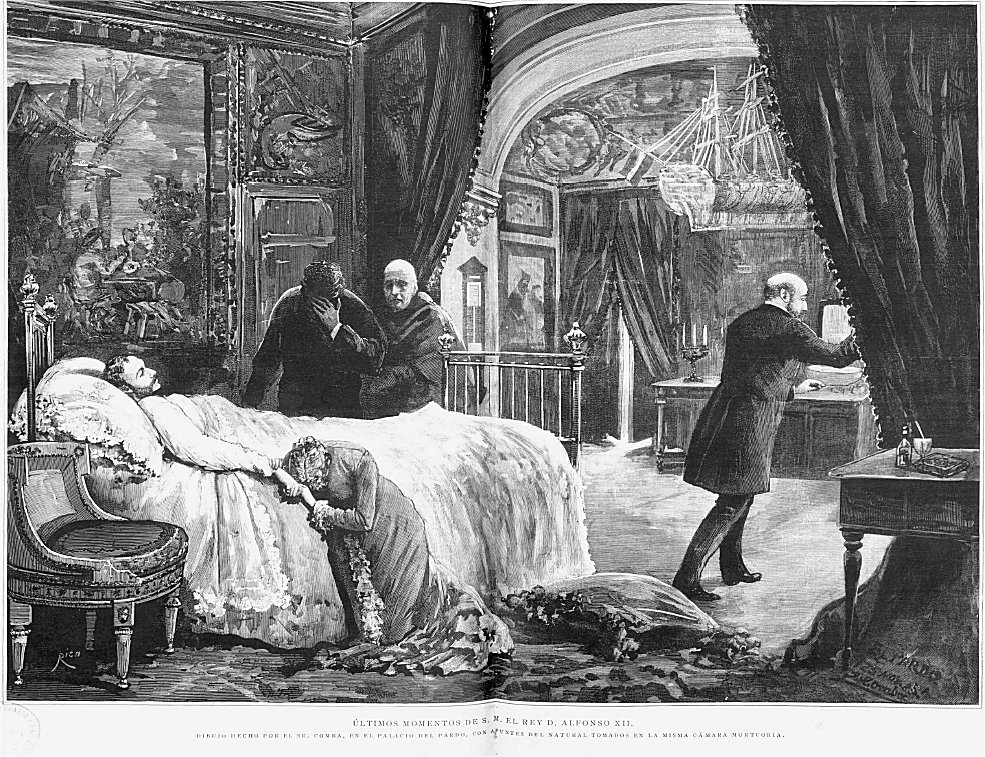
لوحة تظهر وفاة الملك ألفونسو الثاني عشر في قصر إل باردو في مدريد.

في 25 نوفمبر 1885 توفي الملك الشاب ألفونسو الثاني عشر من مرض السل، وكان من المفترض أن تنتقل الوصاية إلى زوجته ماريا كريستينا دي هابسبورغ-لورين «وهي امرأة شابة أجنبية لم يمض لها وقت طويل على وصولها اسبانيا وهي لاتكاد تحظى بشعبية ومشهورة بذكاء محدود». وظهر الضعف على أعلى مؤسسة في الدولة إلا أن هناك انتظار لولادة ثالثة لأن الملكة حامل، حيث لم يكن لديها وريث ذكر. فألفونسو تزوج ماريا كريستينا في 29 نوفمبر 1879 ولديهم ابنتان. وهكذا فإن وفاة ألفونسو الثاني عشر قد خلق فراغ حقيقي للسلطة. فقد كتب بيلايو إلى خوان فاليرا الذي كان في واشنطن قائلا:«خلقت وفاة الملك هنا ذهول وعدم تيقن. ولا يمكن لأحد أن يخمن مالذي سيحدث». وكان بالإمكان ان يستغل الكارليين أو الجمهوريين هذا الوضع لإنهاء نظام العودة. وقد ظهر ذلك جليا في سبتمبر 1886 أي بعد أربعة أشهر فقط من ولادة ألفونسو الثالث عشر فكانت هناك انتفاضة الجمهوريون بقيادة الجنرال مانويل ديل كاستيلو ونظمها من المنفى مانويل رويث ثوريا لكنها فشلت، فكانت الانقلاب العسكري الأخير للجمهوريون الذي قسمهم بقوة.

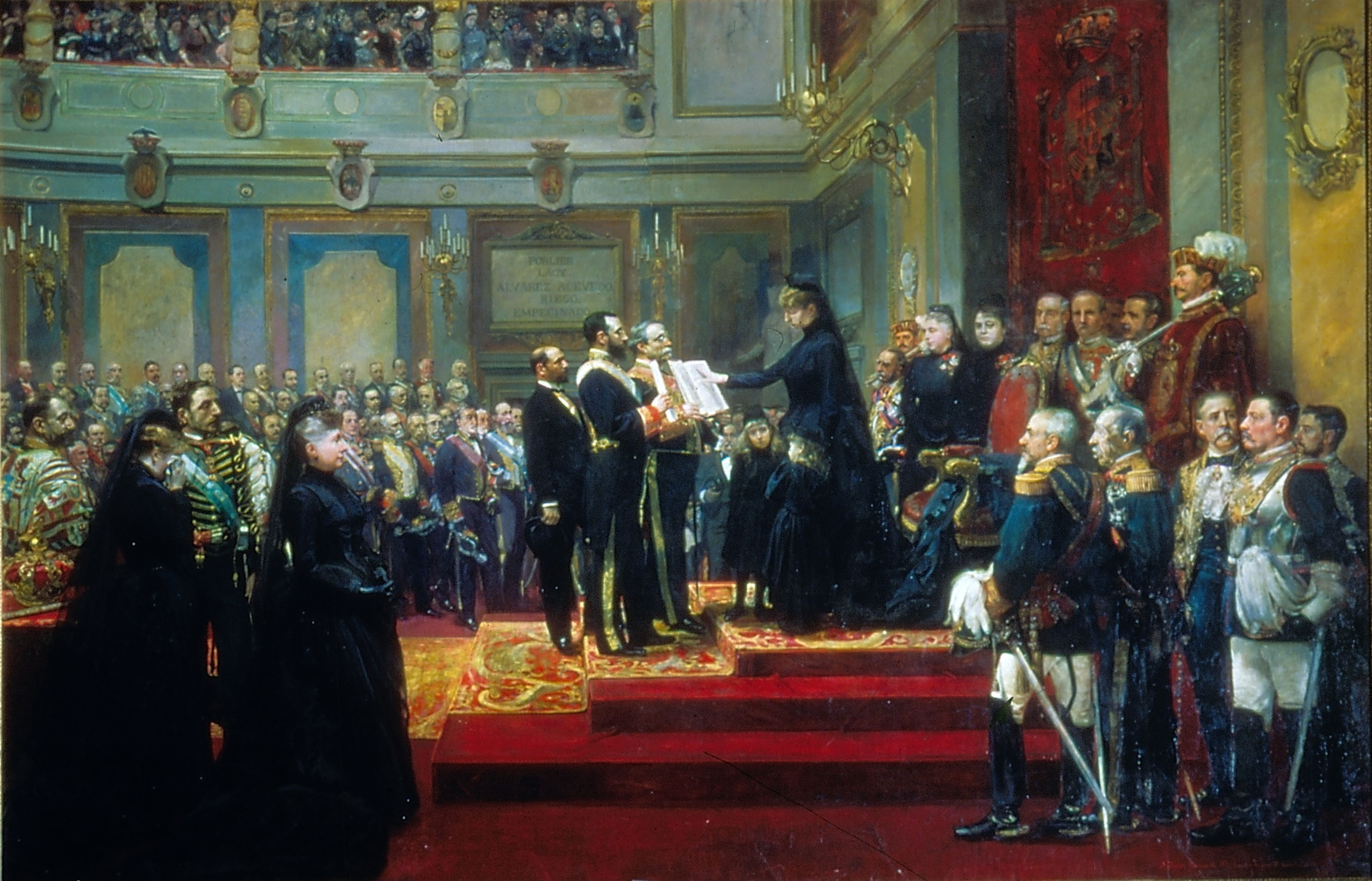
لوحة تصور أداء ماريا كريستينا دي هابسبورغ اليمين على دستور 1876 في إعلانها وصية في ديسمبر 1885. بجوار ماريا كريستينا الحامل ابنتيها ماريا دي بوربون وماريا تيريزا دي بوربون، وأمامها رئيس الحكومة أنطونيو كانوباس ديل كاستيو.

للتعامل مع حالة عدم اليقين التي أوجدتها وفاة الملك ومن خلال وساطة الجنرال مارتينيث كامبوس اجتمع قادة نظام تداول السلطة أنطونيو كانوباس ديل كاستيو زعيم حزب المحافظين وبراخسيدس ماتيو ساغستا زعيم الحزب الليبرالي للاتفاق على تبادل على سلطة الحكومة بينهما بالتناوب. بما سمي ب«ميثاق إل باردو» -مع ان الاجتماع والإتفاق جرى في مقر مكتب رئيس الوزراء وليس في قصر إل باردو- في مايسمى «بودية» المحافظين تجاه حكومة ساغستا الليبرالية الجديدة.
وقد توصلت مختلف الفصائل الليبرالية إلى اتفاق في يونيو عرف باسم قانون الضمانات سمح فيها باستعادة وحدة الحزب. وقد أعدها التكتل الليبرالي واليساريين، وتمثلت بتطوير الحريات والحقوق المعترف بها خلال فترة ديموقراطية السنوات الست - الاقتراع العام وهيئة المحلفين وماشابه ذلك - وتغيير قبول السيادة المشتركة بين الملك والبرلمان استنادا على دستور 1876 مما يعني أن التاج له الكلمة الأخيرة في ممارسة السيادة وليس الناخبين.

## برلمان ساغستا (1885-1890)

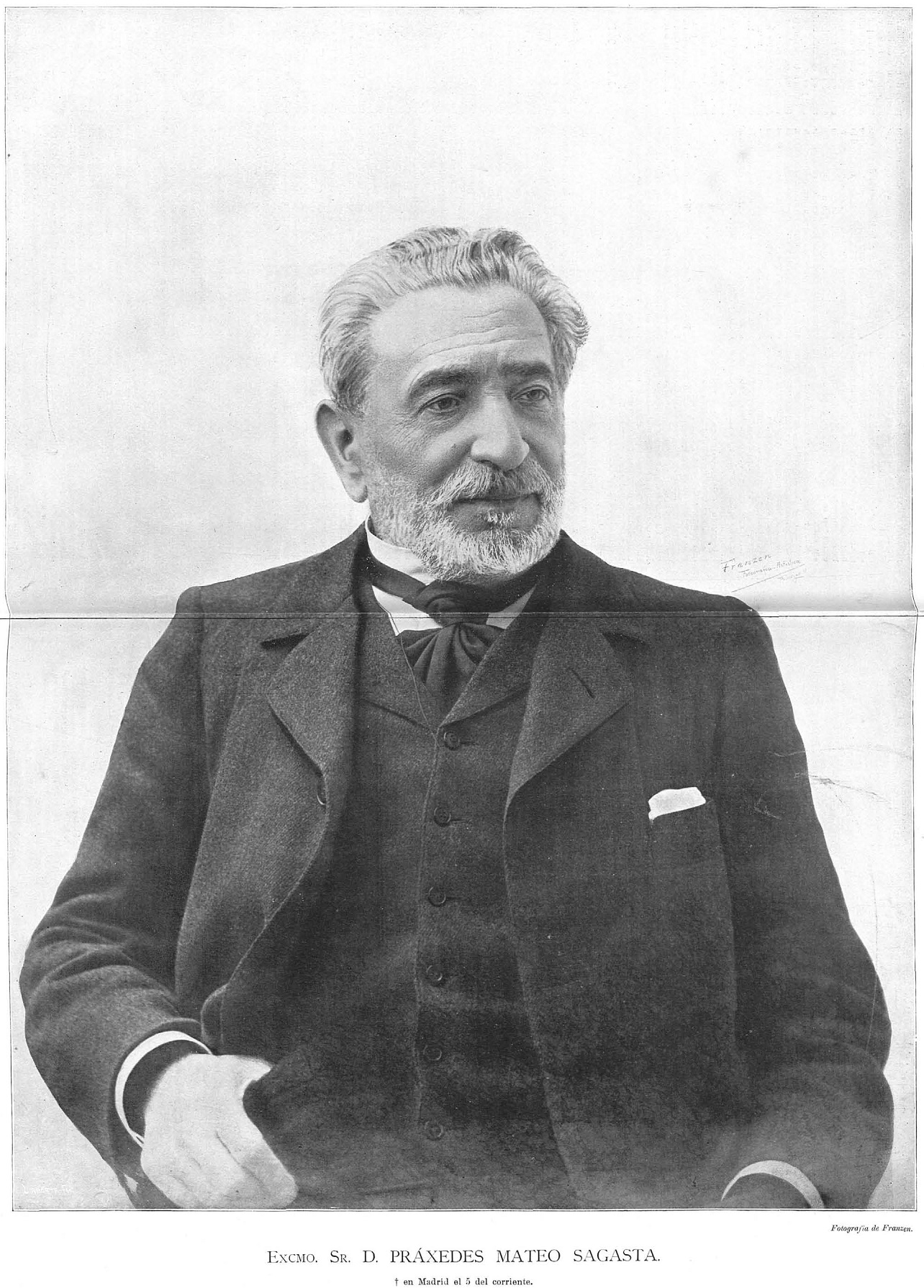
براخسيدس ماتيو ساغستا زعيم حزب التكتل الليبرالي.

بعد خمسة أشهر من تشكيل الحكومة أي في أبريل 1886 وقبل شهر واحد من ولادة الملك ألفونسو الثالث عشر دعا الليبراليون للانتخابات للحصول على أغلبية قوية في البرلمان لتطوير برنامجهم الحكومي على الرغم من أنها قد بدأ بالفعل تطبيقه بسبب تفضل المحافظين. وسميت تلك الفترة بحكومة ساغاستا الطويلة وأيضا بالبرلمان المديد لأنها كانت أطول فترة برلمانية لحقبة عودة البوربون حتى كادت أن تقضي على حياتهم القانونية، حيث لم يكن من السهل على ساغاستا للحفاظ على حزبه وحكومته متحدين فقد اضطر خلال تلك السنوات الخمس إلى التغلب على عدة أزمات.
خلال هذه الفترة نفذت مجموعة من إصلاحات شكلت الوضع الاجتماعي والسياسي لحقبة عودة البوربون على أنها حقبة تاريخية هامة، لذا عدها المؤرخين بأنها «الحقبة الأكثر انتاجا ونماء».

### الإصلاحات السياسية والقانونية
وكان أول إصلاح رئيسي لحكومة ساغاستا الطويلة هو الموافقة في يونيو 1887 على قانون تنظيم حرية تشكيل النقابات لأغراض «حرية الأشخاص» وسمح للمنظمات العمالية بالتصرف بصورة قانونية لأنها شملت حرية تكوين الاتحادات، فأعطت ذلك دفعة قوبة للحركة العمالية الإسبانية [الإسبانية]. وبموجب القانون الجديد توسعت الفدرالية النقابية التي أسست سنة 1881 فنتج منها الاتحاد الاشتراكي العام للعمال (UGT) الذي أسس سنة 1888، وهو نفس العام الذي تمكن فيه حزب العمال الاشتراكي الإسباني من الاحتفال بمؤتمره الأول وهو الذي أنشئ قبلها بتسع سنوات.
أما الإصلاح الثاني الكبير فكان قانون هيئة المحلفين [الإسبانية]، وهو دليل قديم على قوة الليبرالية التقدمية التي قاومت السياسة المحافظة، وتمت الموافقة عليه في أبريل 1888. وقد أنشئت محاكمة هيئة المحلفين للجرائم التي كان لها تأثير كبير في المحافظة على النسيج الاجتماعي أو تلك التي تؤثر على حقوق الفرد مثل حرية الصحافة. ووفقا للقانون فإن هيئة المحلفين تكون مسؤولة عن ترسيخ الحقائق المثبتة، في حين أن الشروط القانونية لتلك الحقائق تكون من خلال القضاة.

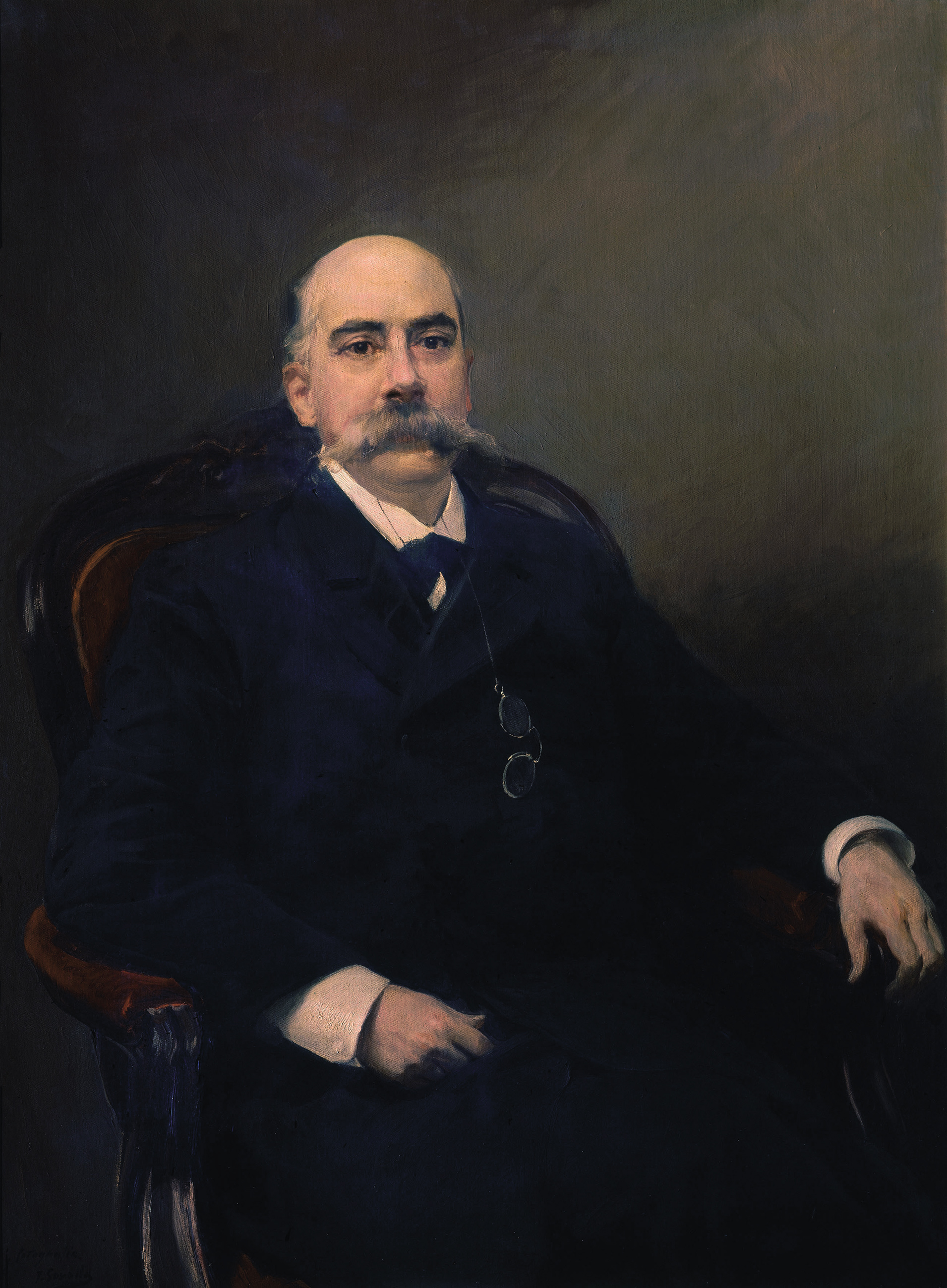
لوحة لإيميليو كاستيلار بريشة خواكين سورويا.

والإصلاح الرئيسي الثالث فكان الموافقة على حق الاقتراع العام (للذكور) بموجب قانون صدر في 30 يونيو 1890. إلا أنه لم يكن نتيجة للضغط الشعبي لصالح تمديد الاقتراع ولكن ليتمكن ساغاستا من ضمان وحدة الحزب والحكومة من خلال تلبية الطلب التاريخي على الليبرالية الديمقراطية في الوقت الذي ازداد فيه الضغط من البعض لصالح الموافقة على التعرفة الحمائية لإنتاج الحبوب. أما السبب الثاني فكان تقوية الحزب الليبرالي - ومنه النظام الملكي الجديد - بضمه حزب إميليو كاستيلار الجمهوري إليه إذا تمت الموافقة على تمديد قانون الاقتراع.
ومع ذلك فإن الموافقة على حق الاقتراع لجميع الذكور الذين تجاوزوا الخامسة والعشرين من العمر - خمسة ملايين سنة 1890 - بغض النظر عن دخلهم كما كان الحال في اقتراع التعداد لا تعني إضفاء الطابع الديمقراطي على النظام السياسي، لأن تزوير الانتخابات كان قائما. بفضل التصرفات المثيرة للاشمئزاز الذي تسبب فيه الزعماء المحليين كما قيل في ذلك الوقت، حيث امتدت شبكاتهم على جميع السكان، فتمكنت الحكومات من أن تتشكل قبل الانتخابات فيكون بناء الحكومة مع مربع الأغلبية صلبا في البرلمان -لم تخسر أي حكومة الانتخابات خلال حقبة عودة البوربون-.
على أمل ثورة اجتماعية، في النصف الجنوبي من البلاد، وانتصار الكارليون، في جزء كبير من الشمال. الجماهير، التي شهدت أيضا قمعا قويا من الشرطة أو هزيمة في حرب أهلية»
ووفقا لكارلوس دارده فإن السبب الأساسي "لعدم الاستفادة من آثار الاقتراع العام على الحياة السياسية... هو الوضع الاجتماعي والاقتصادي والثقافي للناخبين الجدد وأفقهم السياسي. فالأغلبية الساحقة من الذكور الذين منحوا حق التصويت لم يكونوا من الطبقات الوسطى أو العمال الحضريين أو الفلاحين المستقلين الذين شاركوا في مشروع سياسي ذي طابع ديمقراطي، ولكنهم كانوا من الجماهير الريفية الفقيرة للغاية والأميين ممن ليس لهم أي صلة بهذا المشروع. وعلى أمل بثورة اجتماعية في النصف الجنوبي من البلاد وانتصار الكارليين في الشمال؛ إلا أن تلك الجماهير أيضا قد شهدت قمع الشرطة الشديد أو هزيمة الحرب الأهلية».

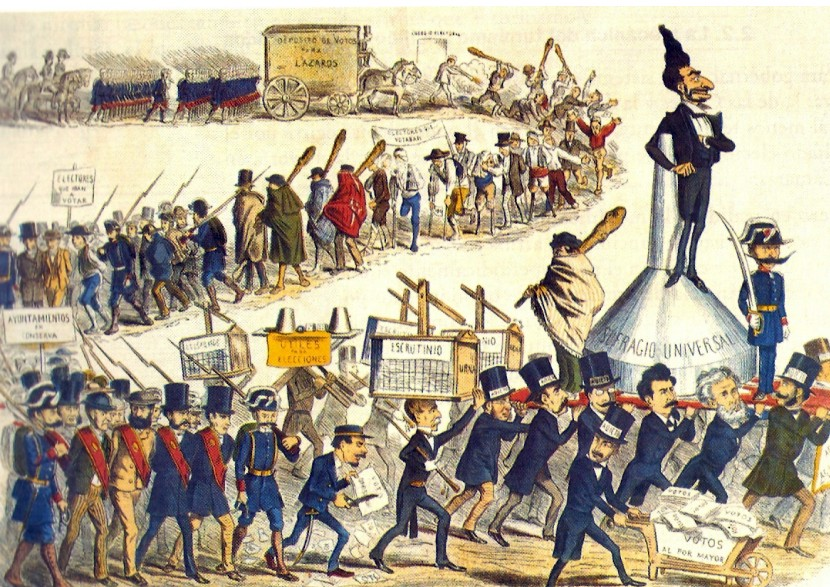
كاريكاتير ساخر من الأسبوعية لافلاكا التي تسخر من مهزلة الانتخابات. ويظهر ساغاستا في المقدمة ومعه مجموعة من الكاسيكيز والقتلة المستأجرين والشرطة والفلاحين والعمال السجناء ويظهر التلاعب في أوراق الاقتراع في تصويت الموتى.

وهكذا «وعلى الرغم من أن ذلك يعني تنفيذ الديمقراطية رسميا:«الموافقة على حق الاقتراع العام (الذكور)» ولكن بالواقع لم يتغير شيء. فقد استمر النواب تقريبا على نفس الشيء ولم توافق أي مجموعة اجتماعية باستثناء القلة على السلطة التشريعية. كما لم يحدث تحول في هيكل الحزب الذي لا يزال حزبا قويا؛ ولم يروج لأي نوع من التنظيمات الشعبية التي من الممكن أن تجذب أصوات المواطنين الذين اعترف بحقهم الانتخابي». وبالإضافة إلى ذلك لم يتم إصلاح الدستور وبالتالي لم يتم الاعتراف بمبدأ السيادة الوطنية ولم ينتخب سوى ثلث مجلس الشيوخ، إلا أنه تم الاعتراف بحرية العبادة وهي من مبادئ النظام الديمقراطي.
ومن ناحية أخرى فقد كان الغرض من القانون ليس إرساء الديمقراطية والسبب أنه لم تعتمد الضمانات لتأمين الشفافية في التصويت وبالتالي تجنب الغش الانتخابي، ومثال عليها: إنشاء هيئة مستقلة لتحديث تعداد السكان والحاجة إلى الاعتماد على الشخص الذي سيصوت أو السيطرة على أي عملية تكون بيد وزير الداخلية، وتعرف باسم «الناخب الكبير» حيث أنه هو المسؤول عن ضمان تمتع حكومته بأغلبية كبيرة في كورتيس. وخلص مانويل كورتيزا:«حقيقة أنه في بعض المراكز الحضرية أمكن للمعارضة قلب هذا الواقع بل هي شهادة حقيقية. ولكن السيطرة السياسية العليا وممارسة تداول السلطة من خلال تزوير الانتخابات هو ماشكل جوهر الممارسات السياسية لاسبانيا في القرن الماضي.» وشاركه كارلوس دارده في وجهة نظره تلك: «في بعض المدن مثل مدريد وبرشلونة وفالنسيا... تغيرت الأمور بالفعل لصالح السياسة الحديثة القائمة على الرأي العام؛ والدليل على ذلك هو ازدياد عدد النواب الجمهوريين باستمرار، مما أدي في بعض الأحيان أن وصلوا إلى غالبية النواب في تلك المراكز السكانية الكبيرة. مع مرور الوقت تم انتخاب الاشتراكيين أيضا؛ فتمكن القوميون في كاتالونيا من إرسال عدد كبير من ممثليهم إلى برلمان مدريد. ويمكن أن يقال نفس الشيء عن الكارليين في نافارا. لكن هذا التمثيل من النواب ضاع بالكامل في الجمعية الوطنية: من 400 مقعدا في الكونغرس كان أقصى حد وصله الجمهوريون في مجلس النواب هو 36 في سنة 1903 والاشتراكيين بلغوا 7 سنة 1923». فجميع الدوائر الانتخابية التي لها عضو واحد هي الأغلبية -280 نائبا- في حين كان ارتباط المدن بالريف كبير نظرا لأنها مقاطعات أو دوائر متعددة الأعضاء -114 في المجموع التي اختارت ما بين ثلاثة وثمانية نواب، وبحسب التعداد فإن أصوات المناطق الريفية «أغرقت» أصوات المناطق الحضرية بفضل شبكات الزعماء المحليين.
أما الإصلاح الرابع فكان الموافقة على القانون المدني في مايو 1889 الذي وضع جنبا إلى جنب مع القانون الجنائي لعام 1870 والقانون التجاري لعام 1885، فكان «البناء القانوني للنظام البرجوازي الجديد» بصورته النهائية، وطبع ذلك «ما نص عليه الدستور في المجالات الخاصة ليكون في متناول الناس». في ذلك تم تضمين القانون المدني واحترام القانون الكنسي فيما يتعلق بالزواج.
غير أن الحكومة فشلت في محاولتها إصلاح الجيش الذي كان وضعه بالمجمل "ضعيفا جدا مقارنة بالجيوش الوطنية الأخرى" لأنه "بدلا من كونه مؤسسة مصممة للحرب فقد تم تطويعه لمهام الحامية والنظام العام، فللجيش ميزات سيئة من تجنيد قسري وفائض من الضوابط والقوانين وضعف بالهيكل التنظيمي". أما السبب الرئيس لذلك الفشل فهو استقلالية الجيش، وهو الثمن الذي يتعين على السلطة المدنية دفعه كي لا ينقلب عليها، ولذلك "ينبغي معالجة أي إصلاح بموافقة القادة. وتلك مهمة حساسة للغاية بسبب حالة التضخم من تكدس بالموظفين وفائض في الضباط والمعدات سيئة وضعف في الروح العسكرية المستقرة على تقليد قوي من الإدارة الذاتية جعلت القوات المسلحة واقعا لا يمكنه الالتزام بالمطالب والضوابط الخارجية". وهكذا فإن مشروع القانون الذي قدمه وزير الحربية الجنرال مانويل كاسولا في يونيو 1887 لم يوافق عليه الكورتيس بسبب المعارضة القوية التي وجدها عند المحافظين بدءا من كانوباس نفسه وأيضا عند البرلمانيين العسكر سواءا المحافظين منهم أو الليبراليين. وكانت أكثر القضايا جدلا هو اقتراح بإنشاء الخدمة العسكرية الإلزامية دون استرداد أو استبدال، وهو القانون الذي كان يسمح لأبناء الأسر الغنية بعدم دخول التجنيد إذا دفعوا مبلغ معين من المال أو إرسال بديل عنهم. استقال الجنرال كاسولا في يونيو 1888 واختارت الحكومة أن تفرض مرسوم الأجزاء الأقل معارضة من القانون التي لا يلقى معارضة من الكورتيس:"فقد ألغى الشهادات الشرفية والوظائف الزائدة عن الحاجة، ومنع التنقل بالأسلحة مع استثناء بعض الهيئات الخاصة؛ وأنشأ الترقية بالأقدمية في وقت السلم وحسب الإمكانية في زمن الحرب».

### دعم الحركات العمالية
نظرا لبطء التصنيع بقيت الطبقة العاملة فيها أقلية من بين الطبقات العاملة الأخرى -وتتركز بالمقام الأول في كاتالونيا ومناطق التعدين بالباسك وأوستريا-. وكان العمل في الصناعة وفي المناجم صعبا وطويلا. بحلول عام 1900 كان متوسط وقت العمل بين 10-11 ساعة مع متوسط الراتب مابين 3 و4 بيزيتا يوميا في المصانع والورش، ومابين 3.25 و5 بيزيتا في المناجم، و2.5 بيزيتا في البناء. أما بالنسبة للطبقة العاملة الزراعية أو«البروليتاريا الريفية» - فاستمرت الأجور بالهبوط لجعل المزارع مربحة جدا لذا استمر عمال اليومية بتشكيل قطاع الطبقات الريفية التي تعيش في أسوأ الظروف. وكانت رواتبهم أقل بكثير من نظرائهم من عمال الصناعة -كانت في سنة 1900 حوالي 1 - 1.5 بيزيتا يوميا- بالإضافة إلى أنهم لا يعملون على مدار السنة. كان الوضع مزر للغاية لعمال اليومية في الأندلس وإكستريمادورا «المكاسب اليومية التي يجنيها جميع أفراد الأسرة من طلوع الفجر إلى غروب الشمس أي أكثر من 16 ساعة في اليوم [بالصيف] وفي مواسم حصاد المحصول وأشجار الزيتون وجني الزيتون لم تعطي ما يكفي لتوفير الطعام على مدار السنة فقط عندما يكون العمل متقطع».

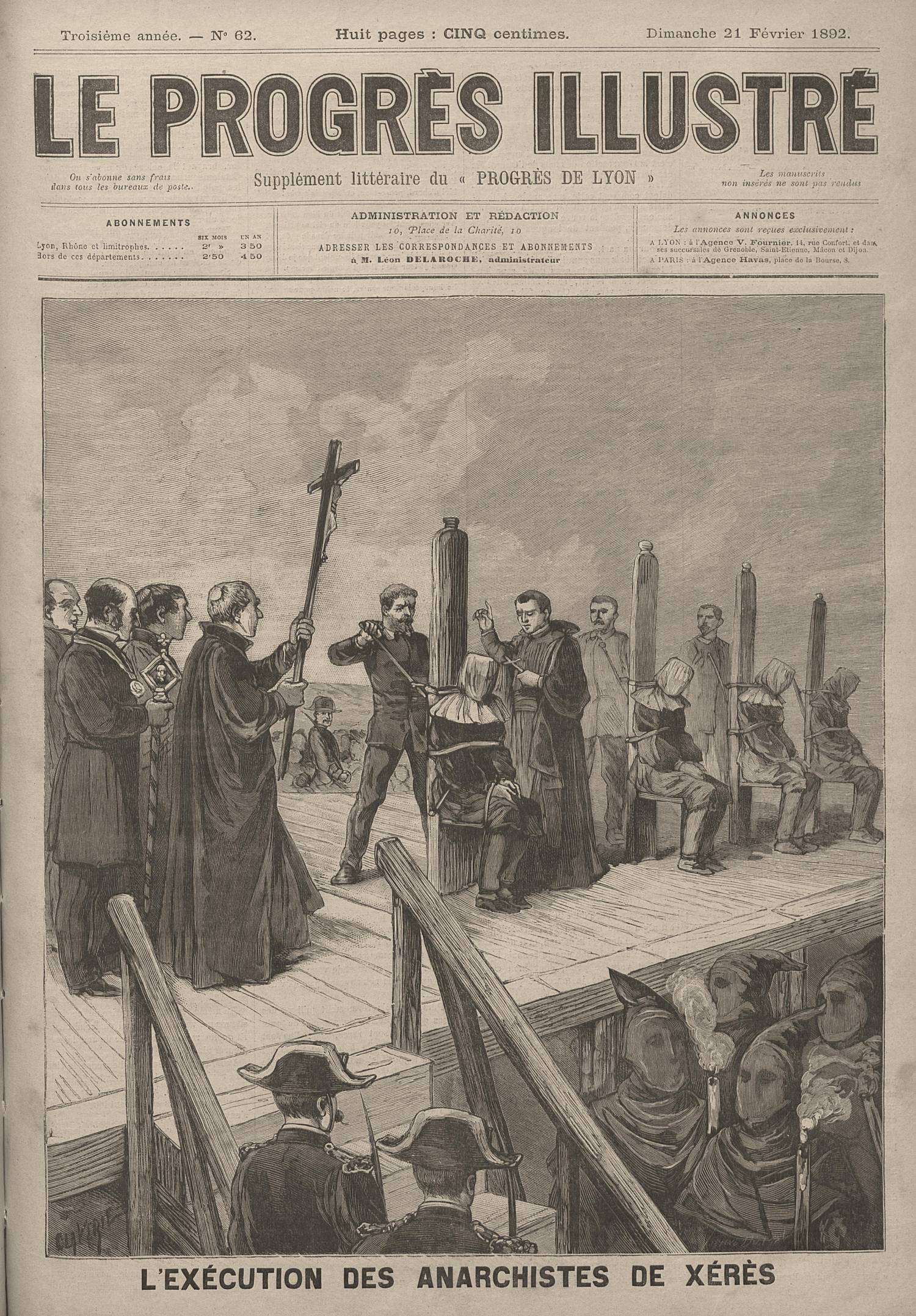
إعدام الذين أدانتهم أحداث خيريز في 1892.

عززت الموافقة على قانون الجمعيات منظمات العمال التي تشكلت في ظل التحرير السياسي الذي بدأته حكومة ساغاستا الأولى في 1881-1883 وسمح لها بالعمل في إطار القانون. وكانت هذه حالة النقابية-اللاسلطوية لاتحاد العمال في المنطقة الإسبانية [الإسبانية] (FTRE) التي أسست في برشلونة في سبتمبر 1881 ووصل عدد أعضائها إلى 60,000 شخص مكونين 218 جمعية، ومعظمهم من العمال الأندلسيين والعمال الصناعيين الكاتالونيين. لكن تم حل اتحاد العمال FTRE سنة 1888 بسبب انتقاد بعض الفوضوية من وجود منظمة عامة وقانونية وبعد نقابي، ولكنهم من جانب آخر دافعوا عن «العفوية الثورية» ولمواجهة ذلك طالب دعاة اتجاه «النقابة» إلى تعزيز المنظمة من خلال الإضرابات وغيرها من أشكال النضال من أجل نزع تحسينات العمالة من أرباب العمل في الأجور وظروف العمل. ولكن انتصار الاتجاه «العفوية الثورية» و«التمرد» ساهم في القمع الوحشي الذي تبنته الحكومة على فوضويو الأندلس بعد الاغتيالات والسرقات التي نسبت إلى جماعة «اليد السوداء» سنة 1883، وهي منظمة فوضوية سرية لم يكن لها علاقة مع اتحاد العمال. ومع ذلك فقد استمرت تلك الحركة في الوجود من خلال المنشورات والمبادرات التعليمية، «وقد فتح حل اتحاد العمال FTRE الطريق لهيمنة الأعمال الفردية ذات طابع إرهابي لنشر دعاية ان انتشارها في العقد المقبل سيكون حقيقة».

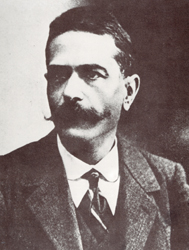
أنطونيو غارسيا كيخيدو أول زعيم لاتحاد العمال العام.

ومن جانبهم فقد أسس الاشتراكيين في مايو 1879 حزب العمال الاشتراكي الإسباني (PSOE) - الذي كان الهدف منه كما جاء في صحيفة إل سوسياليستا هو السعي إلى تنظيم الطبقة العاملة في حزب سياسي متميز ومعارض لجميع البرجوازية - وعقدوا مؤتمر للعمال في برشلونة في أغسطس 1888 ومنه ولد اتحاد العمال العام (UGT) وعينوا أنطونيو غارسيا كيخيدو أول رئيس لها.
وقد احتفلت اللجنة ببرنامجها الأول في الأول من مايو في يوم الأحد 4 مايو 1890 للمطالبة بأن يكون العمل ثمانية ساعات بالإضافة إلى حظر عمل الأطفال دون سن 14 عاما وتقليل ساعات العمل اليومي إلى 6 ساعات للشباب من الجنسين من 14 إلى 18 عاما وإلغاء العمل الليلي وحظر عمل المرأة في جميع فروع الصناعة «التي تؤثر بشكل خاص على الجسد الأنثوي».
وعلى عكس المنظمات الفوضوية فقد كان نمو حزب العمال الاشتراكي (PSOE) واتحاد العمال العام (UGT) بطيئا جدا ولم يتمكن أبدا من أن يتجذر في الأندلس أو كاتالونيا. وإن استطاعوا في العقد الأخير من القرن 19 أن يحققوا مكون كامل بين عمال مناجم الباسك فقط. «والدليل على الاشتراكيون أنهم نالوا عدد قليل من الأصوات في انتخابات 1891: حوالي 5,000 في جميع أنحاء إسبانيا منها حوالي 1,000 صوت في مدريد، وحتى انتخابات 1910 والتي كانت وحدها لم يسجل الحزب الاشتراكي أكثر من 30,000 صوت في كامل البلاد ولم يفز له أي نائب.»
إلى جانب عملية التصنيع المحدود [الإسبانية] في اسبانيا فقد كان نمو المنظمات العمالية أيضا بطيء بسبب الجمهورياتية التي لاتزال تمثل إطار أساسي للمرجعية السياسية للعمال والقطاعات الشعبية. وسبب انفصال الجمهورياتية عن التوجهين العماليين -الفوضوية والاشتراكية - أن الجمهوريين لم يشككوا في أسس المجتمع الرأسمالي لأنهم لم يكونوا منظمات عمالية فقط بل كانوا متداخلين مع الأحزاب الأخرى، لذلك دعوا فقط إلى تنفيذ اصلاحاتهم فقط مثل «تعزيز التعاون وإنشاء هيئات محلفين مختلطة [لتوضيح الصراع بين أصحاب العمل والعمال] ومنح قروض رخيصة للفلاحين أو توزيع بعض الأراضي وفي بعض الحالات تدابير التدخل من الدولة مثل قانون تخفيض ساعات العمل أو تنظيم الشروط لبيئة العمل».
بذلت محاولة لخلق حركة عمالية ذات أهمية طائفية داخل العالم الكاثوليكي بعد صدور منشور «ريروم نوفاروم» البابوي في سنة 1891 الذي شجع المبادرات في المجال الاجتماعي. فظهرت في إسبانيا دوائر العمال الكاثوليك التي روج لها اليسوعي أنطونيو فيسنت جنبا إلى جنب مع الجمعيات المهنية ذات الطابع المختلط والعمال وأرباب العمل.

### القومية الإسبانية وتوسع النزعة الإقليمية

#### ضعف عملية بناء الأمة

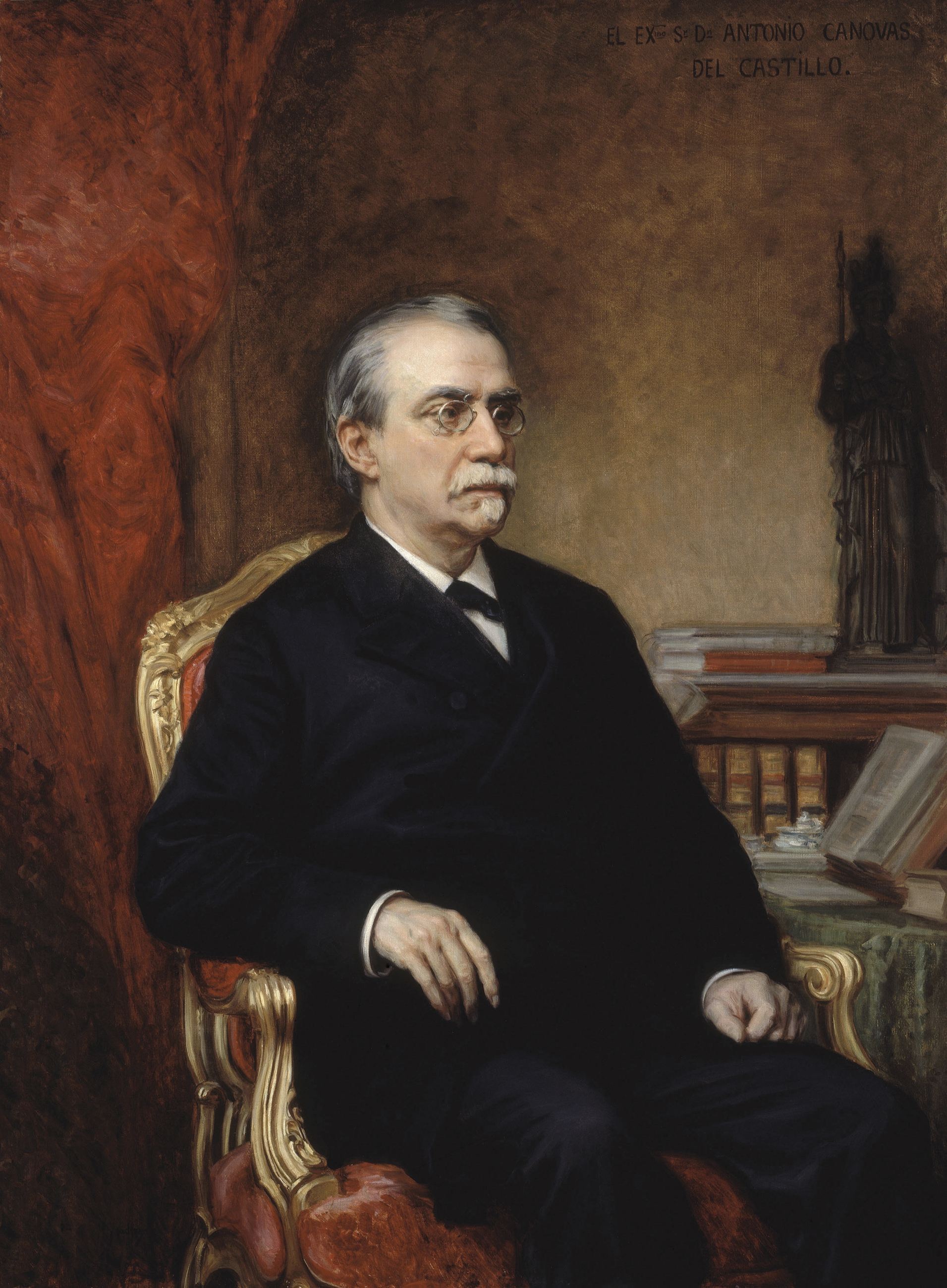
أنطونيو كانوباس ديل كاستيو رئيس الحكومة عند وفاة الملك ألفونسو الثاني عشر

بعد فشل التجربة الاتحادية للجمهورية الإسبانية الأولى وهزيمة الكارليين عززت الدولة المركزية في فترة عودة البوربون من توحيد البلاد بفرض سيطرة صارمة للحكومات الإقليمية والمحلية -بما فيها الباسك التي ألغيت امتيازاتها نهائيا سنة 1876-. واستمرت عملية بناء الأمة الإسبانية خلال هذه الفترة ولكن بصورة أكثر تحفظا وذلك بالتركيز على فكرة الدولة الإسبانية لا على الإرادة الحرة للمواطنين -أمة سياسية- كونها مرتبطة بتراث تاريخي -عناصره الرئيسية الكاثوليكية واللغة القشتالية-. وأفضل الأشخاص ممن ساهم بصقل مفهوم التأريخية-العضوية للأمة الإسبانية وكانوا معارضين لليبرالية أو الجمهورية للأمة السياسية هم: مارثيلينو مينينديث أي بيلايو وخوان فاسكيز دي ميلا بالإضافة إلى مهندس السياسة في حقبة العودة ديل كاستيو. ووفقا لهذا المفهوم فإن اسبانيا هي "كائن تاريخي لمحتوى ثقافي عرقي أساسه القشتالية التي أنشئت على مدى القرون وبالتالي فإن تلك حقيقة موضوعية لايمكن الرجوع عنها."
وعلى الرغم من تعزيز المركزية في تنظيم الدولة، إلا أن عملية بناء الأمة الإسبانية هي الأقل كثافة من باقي الدول الأوروبية الأخرى، بسبب ضعف الدولة نفسها. وبذا لم تستوف المدرسة ولا الخدمة العسكرية الإجبارية وظيفة «التأميم» التي لديهما. فمثلا: في فرنسا ألغت الهوية الفرنسية الهويات «الإقليمية» و «المحلية». وهكذا فرضت الفرنسية بأنها لغة واحدة أما بقية اللغات - وتسمى لهجات مزيفة - فقد توقفت عن الاستخدام أو كان استخدامها يعتبر علامة على «عدم التنشئة». اما في إسبانيا فلديها لغات مختلفة من قشتالية -كاتالانية والجاليكية والباسك - التي بقيت في أراضيها وخاصة بين الطبقات الشعبية.
كما أعاقت عملية «التأميم» في إسبانيا المشاركة السياسية ليس فقط من أصحاب الميول السياسية الأخرى التي لم تكن تتبع الحزبين الحاكمين بل الغالبية العظمى من السكان. وهناك عوائق أخرى خاصة بين العمال حيث أن المنظمات الاشتراكية والأناركية تطورت فأضحت تدافع عن النزعة الدولية وليس القومية. ومع ذلك فقد تمكنت القومية الإسبانية من التقدم على الأقل في المدن. كما يتضح من مظاهرات التمجيد الوطني سنة 1883 وهو دليل على دعم الملك ألفونسو الثاني عشر عند عودته من رحلة إلى فرنسا حيث لقي مظاهرات استقبال عدائية بسبب موالاته لألمانيا، وفي سنة 1885 حول الصراع مع ألمانيا على جزر كارولينا، وفي سنة 1890 بسبب اسحاق بيرال واختراعه للغواصة [الإسبانية]، وأيضا في 1893 خلال حرب الريف في محيط مليلية.

#### النزعة الإقليمية في كاتالونيا والباسك وجاليسيا
كان لضعف عملية البناء القومي سبب واضح في توسع النزعة الإقليمية في ثمانينات القرن 19. ومنذ ذلك الحين لم تعد معارضة الدولة المركزية حصرية على الكارليون والفيدراليون، ولكن أظهرها أيضا أولئك الذين شعروا انهم من أوطان مختلفة كما في كاتالونيا والباسك وغاليسيا التي سميت بالمناطق. ولكن البعض تجرأ على القول إن إسبانيا ليست أمة بل دولة تتكون من عدة أمم. وتلك هي الطريقة التي اخرجت ظاهرة جديدة أطلق عليها فيما بعد بالمسألة الإقليمية والتي أثارت ردود فعل فورية من جانب القومية الإسبانية. «بدأت الكثير من صحف مدريد والمحافظات النظر بعين الريبة إن لم يكن العداء الصريح للأنشطة الثقافية الإقليمية وطلباتهم بمشاركة رسمية للغات غير القشتالية، وادعت أنهم موسومون «بالانفصالية السرية».»

##### كاتالونيا

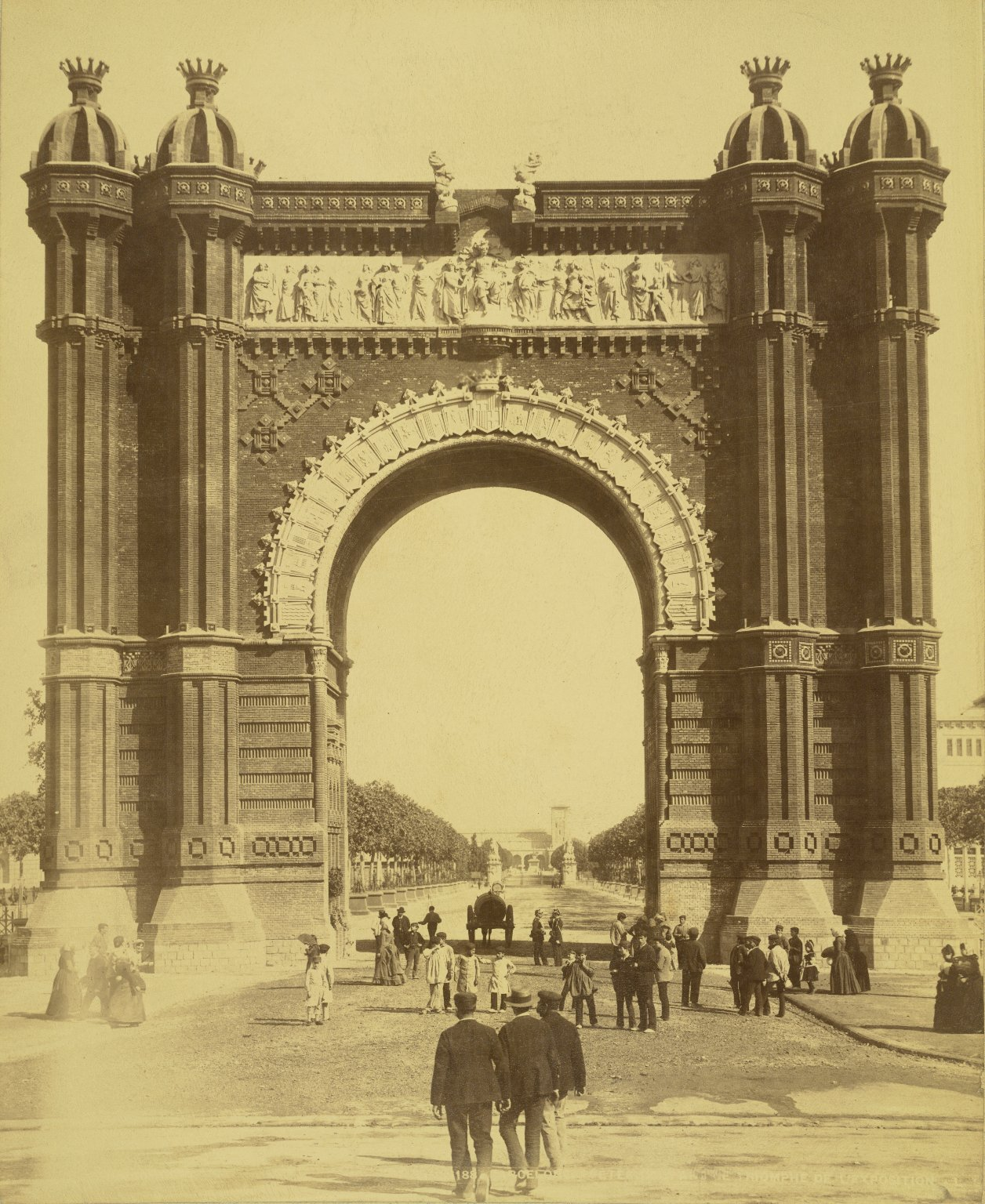
قوس النصر (برشلونة) بني لمعرض 1888

بعد فشل فترة ديموقراطية السنوات الست في كاتالونيا قاد فالنتي ألميرال مجموعة من الجمهوريون الاتحاديون وهم الكاتالونيون ومعه الجزء الأكبر من الحزب الاتحادي بقيادة بي أي مارغال. وأنشأ ألميرال في 1879 صحيفة باللغة الكاتالانية ولكن مالبثت أن أغلقت في 1881، وهي أول صحيفة كتبت باللغة الكاتالانية. في العام التالي عقد المؤتمر الكاتالوني الأول الذي أنشأ منه المركز الكاتالوني سنة 1882، وهو أول كيان كاتالوني ظهر جليا حيث نشأ على أنه منظمة لنشر الكاتالونية واداة ضغط على الحكومة وليس حزبا سياسيا. وفي 1885 قدم للملك ألفونسو الثاني عشر نصا تذكاريا ندد بالمعاهدات التجارية التي سيتم التوقيع عليها وكذلك المقترحات الموحدة للقانون المدني؛ وفي سنة 1886 نظمت حملة ضد الاتفاق التجاري الذي تم التفاوض عليه مع بريطانيا العظمى - وتوجت في اجتماع مسرح نوفيديدس دي برشلونة الذي جمع أكثر من أربعة آلاف شخص؛ وآخر في سنة 1888 للدفاع عن الحقوق المدنية الكتالونية، الحملة التي وصلت إلى هدفها هي «أول انتصار للكاتالونية».

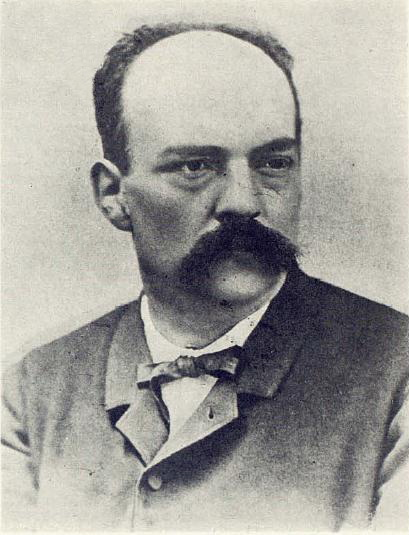
فالنتي ألميرال مؤسس السياسة الكاتالونية

وفي سنة 1886 نشر ألميرال أهم أعماله لو كاتالانيسم (بالكتالونية: Lo catalanisme)‏ الذي دافع فيها عن الخصوصية الكاتالونية والحاجة إلى الاعتراف بشخصيات المناطق المختلفة التي قسمت تاريخ وجغرافيا وطابع سكان شبه الجزيرة. وقد شكل هذا الكتاب أول صياغة متماسكة وشاملة حول الإقليمية الكتالونية، واعتبر ألميرال مؤسس الكتالانية السياسية حيث كان كتابه له تأثير ملحوظ. وحسب قوله:"تكونت الدولة من مجموعتين أساسيتين: الكاتالونية (الواقعية والتحليلية والمساواة والديمقراطية) والقشتالية (المثالية والتجرد والتعميم والسيطرة)، ولذلك فإن" الإمكانية الوحيدة لإضفاء الطابع الديمقراطي على إسبانيا وتحديثها هو إعطاء تقسيم سياسي من المركز الفاسد إلى المحيط الأكثر تطورا لتشكيل "كونفدرالية أو دولة مركبة" أو حتى بنية مزدوجة مثل النمسا والمجر".
خلال تلك الثمانينيات نفسها كانت عندما بدأ الترويج بالثقافة الكاتالونية ورموزها ومعظمها لم تكن اخترعت بعد، ولكنها كانت موجودة بالفعل قبل تأميمها: العلم قضبان الدم الأربع 1880، نشيد الحصادات 1882، يوم الوطن 11 سبتمبر 1886، الرقص الوطني أو السردانا 1892، حماة كاتالونيا الإثنين سانت جورج 1885 وسيدة مونتسيرات 1881.
شهد المركز الكاتالوني أزمة حادة سنة 1887 بسبب التمزق بين المكونين المندمجين فيه، أحدهما يساري فيدرالي بقيادة ألميرال والآخر كاتالوني محافظ. فهجر أعضاء التيار الثاني المركز الكاتالوني في نوفمبر لتأسيس عصبة كاتالونيا (بالكتالونية: Lliga de Catalunya)‏ التي انضم إليها مركز مدرسة كاتالونيا وهي جمعية من طلبة الجامعات الذين أصبحوا جزء من قادة المستقبل للقومية الكاتالونية: إنريك برات دي لاريبا وفرانسيسك كامبو وخوزيب بويغ كادافالش. وبدءا من تلك الفترة انتقل النفوذ الكتالوني من المركز الكاتالوني إلى العصبة من خلال تقديم نصب تذكاري آخر إلى الملكة الوصية طلبوا فيه أشياء مثل: إعادة امتلاك الأمة الكاتالونية لبرلمانها العام الحر والمستقل وجعل الخدمة العسكرية طوعية وان تكون اللغة الكاتالونية رسمية في كاتالونيا والتعليم في كاتالونيا والمحكمة العليا في كاتالونيا.

##### الباسك

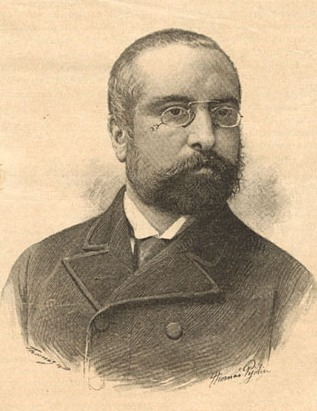
أرتورو كامبيون الشخصية الأكثر تميزا في جمعية اسكارا نافارا.

ظهرت معارضة للإلغاء النهائي لامتيازات الباسك سنة 1876 بعيد انتهاء الحرب الكارلية الثالثة، مما دفع بظهور الإقليمية في منطقة الباسك. وقد حاول رئيس الوزراء كانوفاس ديل كاستيلو التفاوض مع الليبراليين المطالبين بعودة الامتيازات في «ترتيب قانوني» في انتظار اعتماد قانون تأكيد الاختصاص القضائي لسنة 1839 لكنه فشل في تحقيق ذلك بعد فرض قانون وافق عليه البرلمان في 21 يوليو 1876 اعتبر أن امتيازات الباسك ملغية، ولكن في الواقع كان مجرد ايقاف الإعفاءات المالية والعسكرية التي تمتعت بها حتى الآن مقاطعات ألافا وغيبوثكوا وبيسكاي وتعارضت مع مبدأ «الوحدة الدستورية» - اعتمد البرلمان بالتو الدستور الجديد لسنة 1876-. ومع ذلك أراد كانوباس التوصل إلى اتفاق مع «المتنازلون عن الامتيازات» مما يمكن أن يساهم في التهدئة الكاملة لبلاد الباسك، لذلك فانه حصل على القانون شمل السماح للحكومة بتنفيذ إصلاح باقي قوانين النظام القديم -مع المقاطعات المتأثرة-، فاكتمل بعد عامين في مراسيم صدرت عن نظام إقتصادي لسنة 1878 الذي افترض استقلال مالي لإقليم الباسك -تجمع مجالس مقاطعات الباسك الثلاثة الضرائب وتسلم جزء منها [نظام الحصص] إلى الخزانة المركزية- وتمتعت بها نافارا بالفعل.
رفضت القوى «المتعنتة» التفاهم الذي تم التوصل اليه مع «المتنازلين» التي لم تكن راضية عن الإتفاقيات الاقتصادية. وهكذا ظهرت جمعية اسكارا نافارا التي أسست في بامبلونا سنة 1877 وأبرز رجالها أرتورو كامبيون، وجمعية اسكاليريا بلباو وأسست سنة 1880. ودعا النافاريون الباسك إلى تشكيل كتلة جيش الباسك-نافارا بعد الانقسام بين الكارليين والليبراليين، واعتمد شعارهم الله والامتيازات، وهو نفس الذي اعتمده باسكيو بيلباو ومثل جميع الباسك الذين دافعوا عن اتحاد الباسك-نافارا.

##### غاليسيا

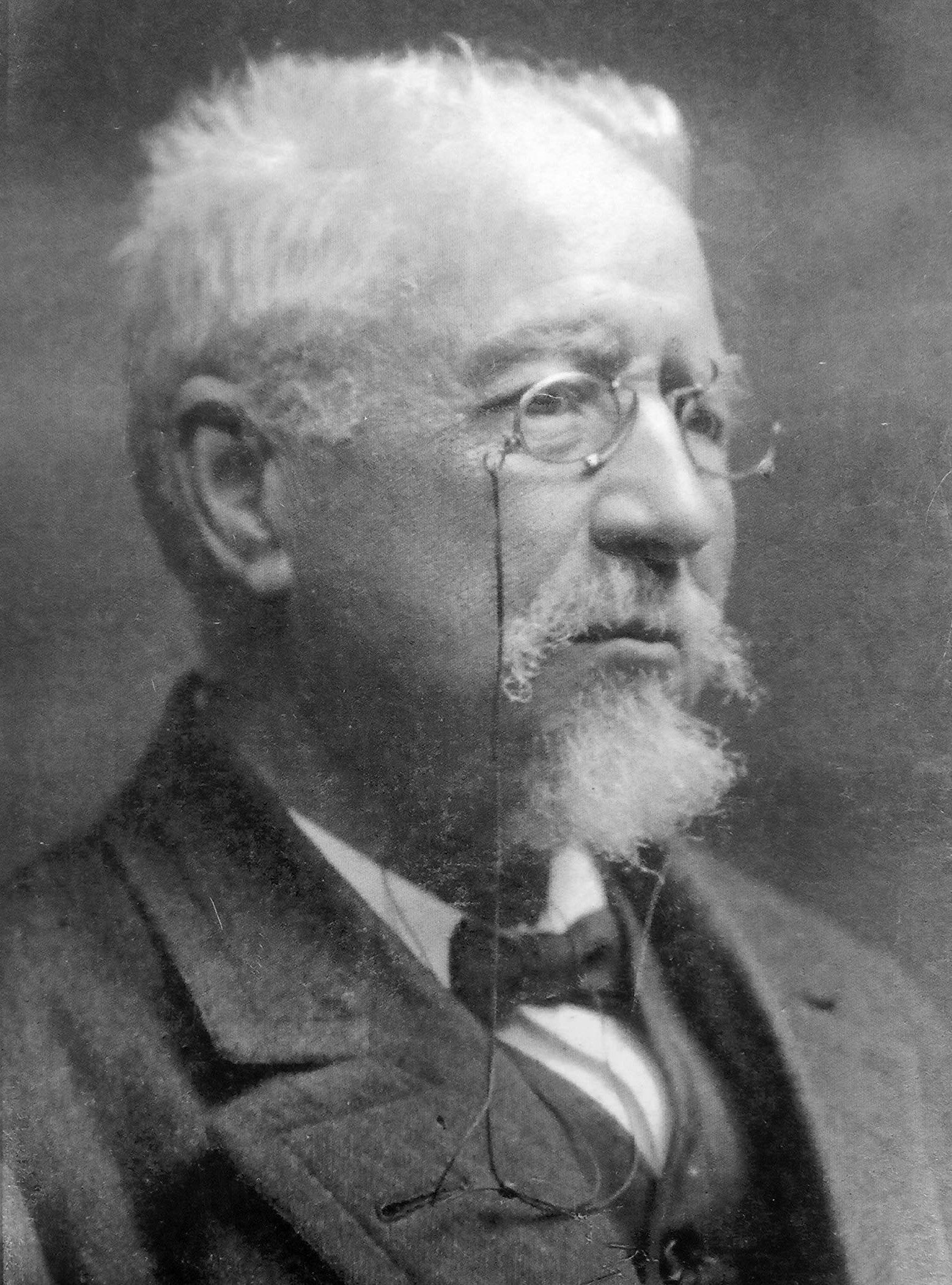
مانويل مورجيا.

ماحدث في غاليسيا أو جاليكيا بين 1885-1890 هو بالتوازي مع ماحدث في كاتالونيا وهي المناطقية التي ولدت في عقد الأربعينات في صفوف التقدميون القائمة على خصوصية غاليسيا بافتراض الأصل الكلتي لسكانها التي ارتبطت بها لغتهم وثقافتهم فاصبحت إقليمية. اتفق الأهالي في دفاعهم عن مصالح غاليسيا العامة والسياسة الغاليسية ولكن من مناطق مختلفة مما أدي إلى وجود ثلاثة توجهات في الأيديولوجية الغاليسية الناشئة: ليبرالية وهي سليل مباشر من مناطقية التقدمية والذي منظره الرئيسي هو مانويل مورجيا؛ فدرالية أخرى ذات وزن أقل؛ والثالث تقليدوية برئاسة ألفريدو براناس. التقت تلك الاتجاهات الثلاثة أوائل العقد التالي في إنشاء أول منظمة غاليسية: الرابطة الجهوية الغاليسية غير أن نشاطها السياسي ظل محدودا في سنوات (1890-1893) وسببه الأساسي هو التوتر القائم بين التقليديين والليبراليين، وخاصة في سانتياغو دي كومبوستيلا.

### الكساد الزراعي: التجارة الحرة أم الحمائية
بدأت إسبانيا في منتصف الثمانينات بالشعور بآثار «الكساد الزراعي» الأوروبي الذي بدأ في منتصف العقد الماضي والذي تميز بانخفاض الإنتاج وانخفاض الأسعار وشعرت به إسبانيا بسبب وصول المنتجات من «الدول الجديدة» -الأرجنتين والولايات المتحدة وكندا وأستراليا- مع انخفاض تكاليف الإنتاج وتكاليف النقل بشكل كبير بفضل التقدم في الملاحة البخارية. وقد أثر «الكساد الزراعي» بقوة على قطاع الحبوب الذي ارتكز في قشتالة فانخفضت الصادرات مع أنها منخفضة في قطاعات أخرى مثل بنجر السكر واللحوم - على سبيل المثال: خسر قطاع الماشية الجاليكية أسواقها في بريطانيا-.

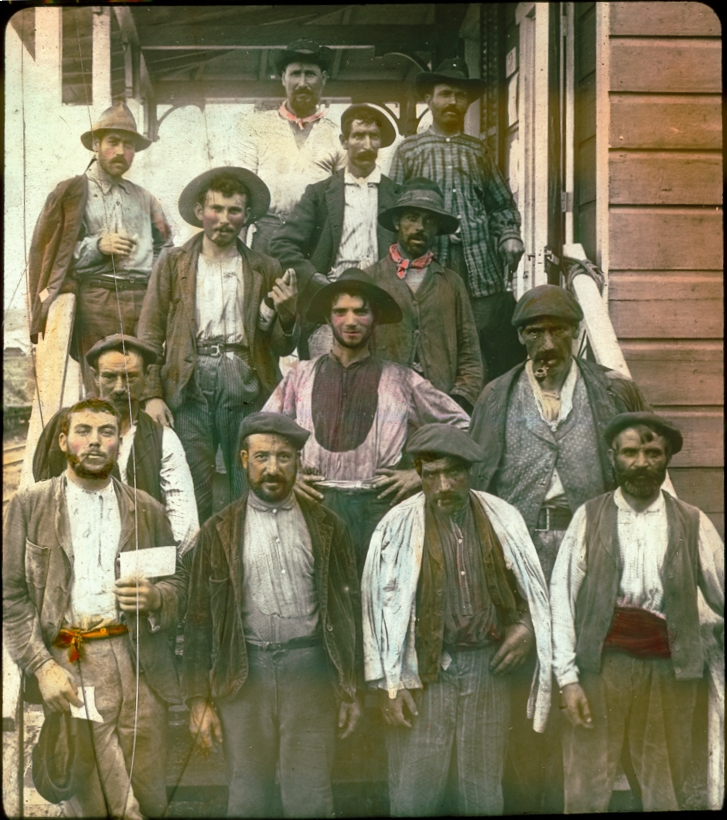
عمال اسبان في بناء قناة بنما (حوالي 1900).

سببت الأزمة الزراعية بركود رواتب العمال اليومية في سنوات 1870 و1890، فقد كان متوسط الراتب اليومي في مهام العادية بيزيتا واحدة مع زيادة أثناء الحصاد، وهو أقل بكثير من الأجور الزراعية الأوروبية - مما دمر العديد من الأراضي الصغيرة ومستأجريها، فاختار العديد منهم الهجرة. وهكذا رحل 725,000 شخص بين 1891-1900 إلى أمريكا الجنوبية -الكثير منهم ذهب إلى الأرجنتين وأوروغواي والبرازيل وكوبا- وكان 65٪ منهم مزارعين. وبلغ المتوسط السنوي للمهاجرين في الفترة 1882-1889 حوالي 62,305 مهاجرا و59,072 بين عامي 1890-1903.
شكل مالكو الحبوب القشتاليون وخصوصا القمح «الرابطة الزراعية» في 1887 كي يضغطوا على الحكومة لاتخاذ تدابير حمائية وقد سبق أن وافقت عليها بلدان أوروبية أخرى، وأن يحتفظوا بالسوق المحلية للحبوب المحلية حتى على حساب المستهلكين وأن عليهم أن يدعموا أسعارا أعلى وأن يكرسوا جزءا أكبر من دخلهم لشراء الأغذية، وهو ما سيعوق التصنيع على المدى الطويل. أضيفت إلى الحملة الحمائية ملاك الغزل والنسيج الكاتالونيين الذين تضررروا من الكساد الزراعي فكان سبب في انهيار مبيعاتهم. وهكذا شكلت جبهة مشتركة قشتالية-كاتالونية رسمية في المؤتمر الاقتصادي الوطني في برشلونة سنة 1888 - انضم إليهم في العقد التالي أرباب العمل المعدني الباسك-. وفي نفس العام نظمت مظاهرة جماهيرية ضخمة في بلد الوليد تلتها أماكن أخرى في إشبيلية وغوادالاخارا وطراغونة وبورخيس بلانكيس (لاردة). وفي يناير 1889 عقدت الرابطة الزراعية اجتماعها الثاني.

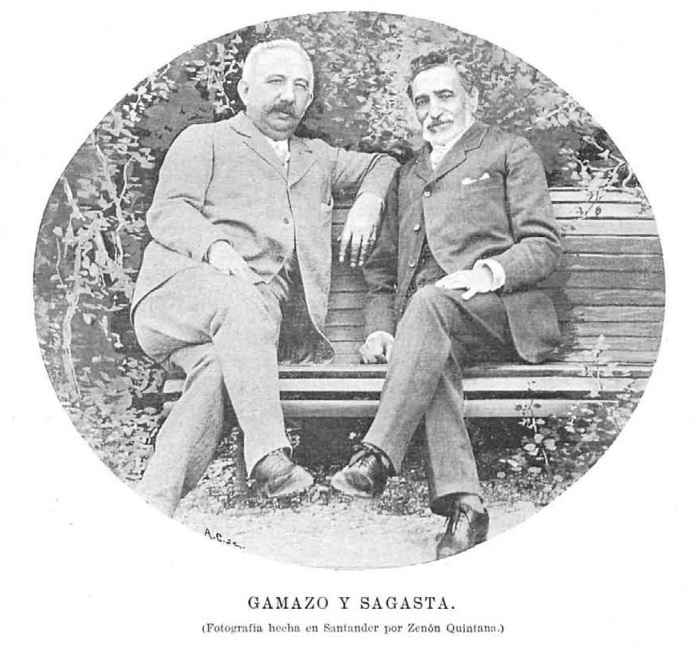
براخسيدس ماتيو ساغستا وجيرمان غامازو.

كان جيرمان غامازو وزير شؤون ماوراء البحار في حكومة ساغاستا قد رأس الرابطة الزراعية، ومع أن أدائه كان لمصلحة عصبة أصدقائه السياسيين الذي يرأسهم أكثر من استجابته لمجموعات الضغط من أصحاب المزارع في الرابطة. وتفسير عدم دعمه للحركة الحمائية حتى صيف عام 1888 بسبب استغلال ذلك في العملية السياسية كي تضايق الفصائل الليبرالية ساغاستا، وقد توقفت عن المضايقة عندما تمكن في صيف العام التالي إلى الاتفاق مع ساغاستا.
تسبب الصراع بين التجارة الحرة والحمائية بتوترات داخل حكومة ساغاستا، لأن معظم أعضائها ظلوا مخلصين لسياسة التجارة الحرة التي احتفظ بها الليبراليون تقليديا -كانت حكومة ساغاستا الأولى قد أزالت سنة 1881 تعليق القاعدة الخامسة لإصلاح التعرفة الجمركية المعتمدة سنة 1869 خلال فترة ديموقراطية السنوات الست والتي أسست التفكيك التدريجي لجميع الحواجز الجمركية. ومع ذلك فقد كان الليبراليين ينقحون اقتراحاتهم بشأن التجارة الحرة إلى أن اعتمدوا «طريقة براغماتية ثالثة» تمثلت في عدم زيادة التعريفات وفي الوقت نفسه عدم تطبيق التخفيضات الجمركية المتوقعة في القاعدة الخامسة للتعرفة.

## استقرار النظام السياسي (1890-1895)
شكل النصف الأول من العقد الأخير للقرن التاسع عشر فترة «الامتلاء» النظام السياسي لحقبة عودة البوربون والذي أنشأه أنطونيو كانوباس ديل كاستيو بعد حقبة ديموقراطية السنوات الست. وبعد تلك السنوات الخمس من الاستقرار النسبي جرى خلالها تطبيع نظام تداول السلطة بين المحافظين والليبراليين، وواجه النظام «العديد من المشاكل التي لم تكن في جدول أعماله السياسي: مشكلة العمال [الإسبانية] وبلورة القومية الإقليمية وأخيرا المسئلة الاستعمارية الذي أدت إلى حرب استقلال كوبا أولا ثم الحرب الأمريكية الإسبانية وهزيمتها، وكانت هذه آخر أزمة في ذلك القرن».

### حكومة كانوباس ديل كاستيو المحافظة (1890-1892)

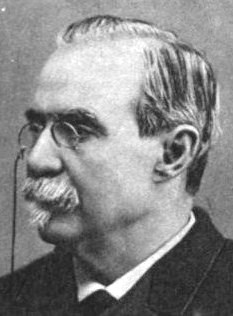
أنطونيو كانوباس ديل كاستيو رئيس حزب المحافظين ومهندس النظام السياسي لحقبة عودة البوربون والمعروف أيضا باسم نظام الكانوفية.

توج ساغستا برنامجه الإصلاحي بالموافقة على الاقتراع العام (الذكور) في الكورتيس، وبعده بأيام مهد الطريق لكانوباس ديل كاستيلو لتشكيل الحكومة في يوليو 1890. ويبدو أن السبب المباشر لعملية النقل هو خوف ساغاستا من التهديد بفضح الوثائق العامة عن امتياز خط سكة حديد في كوبا حيث كانت زوجته متورطة فيها -«دفع حاكم كوبا أكثر من 40,000 بيزيتا ذهب ثمنا للوثائق التي دمرها موريت بعدها بأشهر»- كما اثرت فضيحة سجن مدريد النموذجي -كان في يد الليبراليين ومجلس مدينة العاصمة- عندما ظهرت نتيجة التحقيقات في قضية شارع فينكارال أن السجناء خرجوا من السجن ثم دخلوه مرة أخرى بحرية تامة. فاتهم النائب المحافظ فرانسيسكو سيلفيلا الحكومة بعدم القدرة في «جعل السجون ملزمة للمدانين الذين لديهم إمكانيات لدفع المال».
ولم تقم الحكومة الجديدة بتعديل الإصلاحات التي أدخلها الليبراليون. وقد أكد ذلك رسالة الوصي في افتتاح البرلمان المنتخب في 1891:«لا تعتزم الحكومة عرض أي من الإصلاحات السياسية والقانونية التي أنجزت في الأيام الأولى من حكم الوصاية، مما شكل وضعا قانونيا يستحق الاحترام». وبهذه الطريقة ثبتت الفكرة الأساسية لنظام كانوفا: احترام المحافظين لنجاح الليبراليين بحيث يكون النظام الموحد متوازنا بين المحافظين والتقدمين". لهذا السبب أشرفت حكومة كانوفاس على أول انتخابات بالاقتراع العام في فبراير 1891، حيث عملت آلات الغش مرة أخرى وفاز المحافظين بأغلبية كبيرة في مجلس النواب (253 مقعدا مقابل 74 من الليبراليين و31 من الجمهوريين). وكان كانوفاس قد ذكر أنه لا يخاف من "الإدارة العملية" للاقتراع العام بالرغم من أن عدد الناخبين انتقل من 800,000 إلى 4,8 مليون ناخب.
أعلنت حكومة كانوفاس ديل كاستيلو أنه بمجرد الانتهاء من الإصلاحات السياسية والقانونية فإنها تعطي الأولوية للقضايا الاقتصادية والاجتماعية «تطوير نظام فعال للحماية في جميع مجالات العمل»، مع إيلاء اهتمام خاص «لكل مايتعلق بمصالح الطبقة العاملة»، بالرغم من أن النقطة الأخيرة لم تحرز تقدما بسبب المعارضة التي ظهرت في محاولات الاتفاق على القوانين الاجتماعية الأولى حتى داخل صفوف الحزب المحافظ نفسه. وعندما تحدث الرئيس كانوفاس ديل كاستيلو في نهاية عام 1890 في أتينيو دي مدريد عن الحاجة إلى تدخل الدولة لحل المسألة الاجتماعية مدعيا عدم كفاية المواقف الأخلاقية -تبرع الأغنياء وتعفف الفقراء- اتهمه المفكر الكاثوليكي التقليدي خوان مانويل أورتي «بالوقوع في هاوية الاشتراكية مخالفا لمبادئ العدالة التي تكرس حق الملكية».
كانت تعريفة كانوفاس أهم التدابير التي اتخذتها الحكومة سنة 1891، التي ألغت تعريفة فيغيرولا للعلامة التجارية الحرة سنة 1869 ووضع تدابير حمائية قوية للاقتصاد الإسباني، والتي استكملت بالموافقة في السنة التالية لقانون العلاقات التجارية مع جزر الأنتيل. وبهذه التعريفة استوفت الحكومة مطالب قطاعات اقتصادية معينة - مزارع الحبوب القشتالية والأقمشة الكاتالونية- بالإضافة إلى الانضمام إلى التوجه الدولي لصالح الحمائية على حساب التجارة الحرة. وأوضح كانوفاس سبب التخلي عن التجارة الحرة في كتيب بعنوان "كيف أتيت إلى الحماية الحمائية التي بررها لأسباب إسبانية أكثر من الأسباب الاقتصادية.

### ولادة القوميات الكاتالونية والباسكية

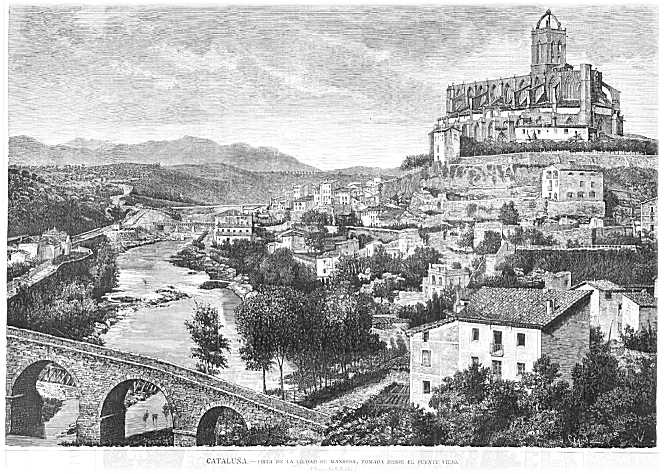
مانريزا في 1881.

احتفلت حكومة كانوباس في سنة 1892 بالذكرى المئوية الرابعة لاكتشاف أمريكا، كان هناك حدثين ذات أهمية كبيرة للمستقبل: موافقة على الاتحاد الكاتالوني الذي أنشئ حديثا، وهو أول منظمة قومية كاتالونية سياسية بالكامل من قواعد مانريزا وهي وثيقة تأسيس (دستور) السياسة الكاتالونية؛ وأيضا نشر كتاب سابينو أرانا «استقلال الباسك» الذي هو شهادة ميلاد للقومية الباسكية.

#### القومية الكاتالونية: الاتحاد الكاتالوني وقواعد مانريزا
اقترحت العصبة الكاتالونية في سنة 1891 تشكيل الاتحاد الكاتالوني التي نال على الفور دعم الكيانات والصحف الكاتالونية بالإضافة إلى الأفراد -على عكس ما حدث قبل أربع سنوات عندما فشل المجلس الكاتالوني الإقليمي الأعلى الذي اقترحه بيرنات توروجا رئيس الرابطة الكاتالونية في ريوس، وقد حاول لم شمل رؤساء المنظمات الكاتالانية ومديري الصحف المتوافقة. واحتفلوا في مارس 1892 بأول تجمع لهم في مانريزا حضره 250 مندوب يمثلون نحو 160 موقعا، حيث تمت الموافقة على قواعد دستور كاتالونيا الإقليمي وعرف باسم قواعد مانريزا واعتبرت «شهادة ميلاد السياسة الكاتالونية» أو على الأقل مصدرها المحافظ.

#### القومية الباسكية: سابينو أرانا وتأسيس الحزب القومي
في عام 1892 نشر سابينو أرانا كتاب «الباسك لاستقلالها» والذي أعطى شهادة ميلاد القومية الباسكية. ولد أرانا سنة 1865 لأسرة برجوازية كاثوليكية كارلية. وعندما بلغ من العمر 17 سنة وفي يوم عيد الفصح 1882 انتقل من الكارلية إلى القومية الباسكية بفضل شقيقه لويس أرانا الذي أقنعه - بالحقيقة عندما احتفل الحزب القومي الباسكي ببلوغه 50 عاما في سنة 1932 بيوم الوطن . «ومنذ ذلك الحين كرس سابينو نفسه لدراسة اللغة الباسكية (التي لم يكن يعرفها من قبل لأن الإسبانية كانت لغة عائلته) من التاريخ والقانون (امتيازات الباسك)، وقد صدق كلام أخوه لويس عندما كشف له: الباسك لم تكن يوما إسبانية».

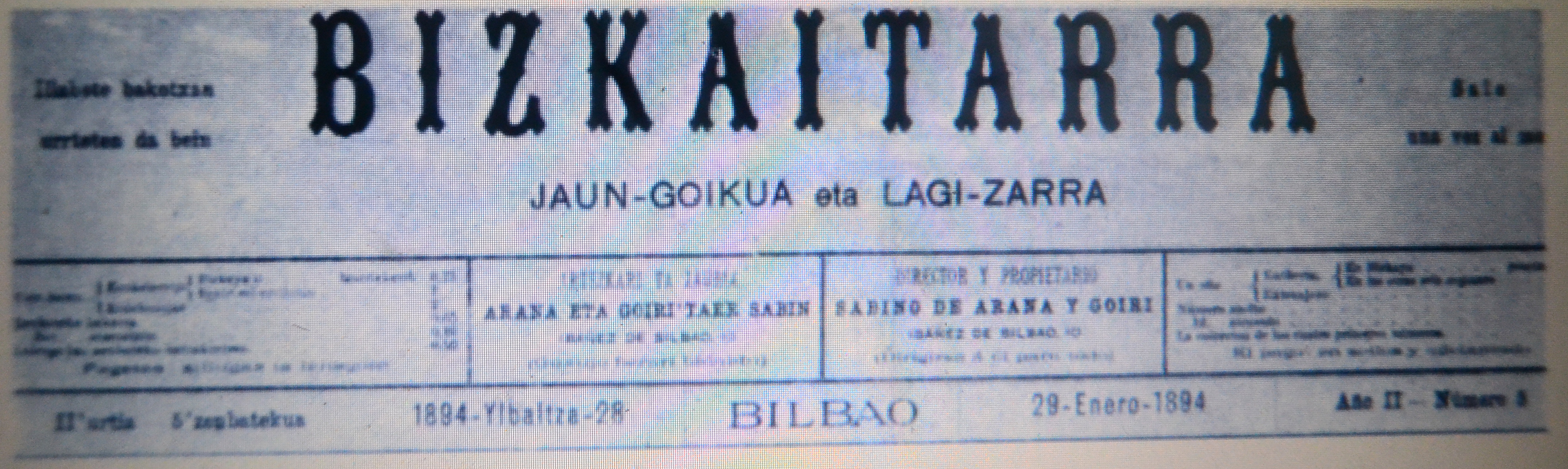
عنوان على اليومية بزكايتارا Bizkaitarra وعليها شعار الله والقانون القديم ('Dios y Ley Vieja') وهو نفسه شعار حزب PNV.

وقد اكتمل مذهبه السياسي في يونيو من العام التالي في خطابه الذي القاه أمام مجموعة من قوات «باسكية». وأوضح فيها أن الهدف السياسي لكتابه الباسك لاستقلالها هو إيقاظ الوعي الوطني للباسكيين، لأن الباسك هي بلادهم وليست اسبانيا. واعتمد شعار "Dios y Ley Vieja" الله والقانون القديم بأنه تركيبة لبرنامجهم القومي. في نفس السنة 1893 ظهرت صحيفة بيزكايتارا التي أعلن فيها أنه «مناهض ليبرالي» و «مناهض للاسبانية» - وبسبب تلكم الأخيرة التي اظهرت أن لديه أفكار شديدة التطرف، فقد أمضى نصف سنة في السجن واوقفت الصحيفة. ثم أسس أرانا في 1894 حزب الوطن الباسكي لأنه كان فقط مائة عضو بسبب شروط صارمة للدخول. ولكن أغلقته الحكومة أيضا، إلا أنه كان الأساس الحزب القومي الباسكي (Eusko Alderdi JELtzalea, EAJ-PNV) الذي أسس بالسر في 31 يوليو 1895 -في احتفالات إغناطيوس دي لويولا الذي اعجب به أرانا.
واستند مقترح القومية الباسكية الذي قدمه سابينو أرانا للأفكار التالية:
- الأساس التأريخي للقومية الباسكية هي موجودة فعلا بغض النظر عن إرادة سكانها ودينهم هو الديانة الكاثوليكية وعرقهم هو العرق الباسكي الذي تحدده الألقاب وليس مكان الولادة، وبالتالي طالب الحزب الوطني الأولى أن يكون الألقاب الأربعة الأولى باسكية ليصبح عضوا فيها، إلا أن حزب PNV خفضها لاحقا لهم إلى واحد فقط -وليس بالضرورة ملم باللغة الباسكية- والتي اختلفت بشدة عن القومية الكاتالانية التي كانت أهم سماتها التعريفية هي اللغة.

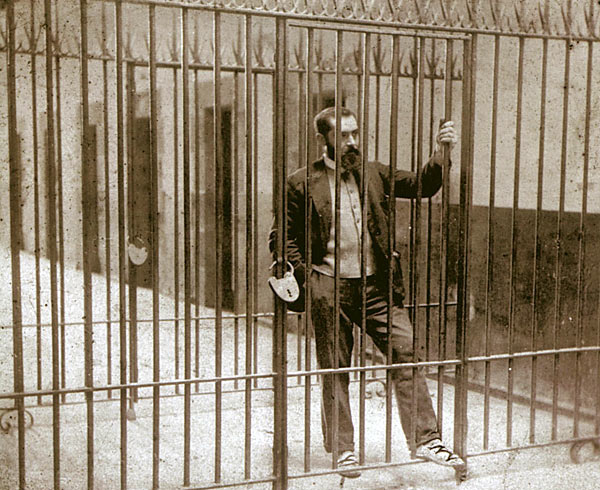
سابينو أرانا في سجن لاريناجو سنة 1895

- الأصولية الكاثوليكية والعناية الإلهية تقود إلى رفض الليبرالية، لأنه «يأخذنا بعيدا عن هدفنا النهائي وهو الله»، وبالتالي المطالبة باستقلال إسبانيا الليبرالية يحقق الخلاص الديني لشعب الباسك. «فالباسك التي تعتمد على اسبانيا لا يمكنها أن تخاطب الله ولا يمكنها أن تمارس الكاثوليكية»، ولهذا السبب أعلن أرانا: أن صرخة الاستقلال «فقط من أجل الله».
- استوعب شعب الباسك أنه معادي للأمة الإسبانية - التي تحتوي على «أعراق» مختلفة - فهم كانوا أعداء منذ العصور القديمة. فالباسك مثل غيبوسكوا وألافا ونافارا الذين كافحوا من أجل استقلالهم ضد اسبانيا وقد نالوها عندما لم يكن للملوك «الاسبان» خيار سوى منحهم امتيازاتهم. ومنذ ذلك الحين «وفقا لارانا» كانت الأراضي الاربعة مستقلة عن اسبانيا وعن بعضها البعض حتى سنة 1839 عندما خضعت تلك الامتيازات للدستور الاسباني لأنها -وفقا لارانا- على عكس امتيازات الباسك التي لاتتفق مع الدستور الاسباني. «في سنة 39 سقط الباسك تحت سلطة اسبانيا. وأصبح منذ ذلك التاريخ مقاطعة إسبانية، وهي الأمة الأكثر ذلة وتدهورا في أوروبا» كتب أرانا سنة 1894.

علم الباسك المسمى إكورينا بتصميم الأخوة لويس وسابينو أرانا.

- إن شعب الباسك -الذي عُرف بعرقه ليس بلغته ولا بثقافته- "ينتكس" بعملية طويلة توجت في القرن التاسع عشر باختفاء امتيازاته. في تلك العملية فإن المهاجرين الإسبان الذين وصلوا -أو "غزوا" حسب تعبير أرانا- إلى بلاد الباسك للعمل في مناجمهم ومصانعهم هم المذنبون لجميع الشرور: اختفاء المجتمع التقليدي مع التصنيع، ثم العداء للرأسمالية الأولية ومثالية العالم الريفي لأرانا:"كان باسك فقراء ولديهم الحقول والماشية فقط، ونحن بعدها وطنيون وسعداء" - وثقافة الباسك يرتكز على الديانة الكاثوليكية - مع وصول الأفكار الحديثة المعادية للأديان، مثل الزندقة وأنواع الفجور والتجديف والجريمة والفكر المتحرر والكفر والاشتراكية والفوضوية ..." - وتضعضع في اللغة الباسك.
- السبيل الوحيد لإنهاء «انتكاسة» عرق الباسك هو استعادة استقلالها عن إسبانيا، والعودة إلى وضع ما قبل 1839 - حسب آرانا فإن الأساس هو المطالبة بإلغاء قانون 1839 وليس 1876 -. وبمجرد تحقيق الاستقلال سيشكل اتحاد بين دول الباسك مع الأقاليم الإقليمية القديمة لمنحدرات البيرينيه الشمالية والجنوبية «بسكايا وغيبوسكوا وألافا ونافارا في الجزء الجنوبي؛ بينابارا ولابورد وزوبيروا في الجانب الشمالي». هذا الاتحاد أطلق عليه اسم وسكادي حيث سيكون قائما على «وحدة العرق إن أمكن» وعلى «الوحدة الكاثوليكية»، والسبب في ذلك هو أنه لن يكون لها سوى عرق الباسك الذين دينهم الكاثوليكية، واستبعد ليس المهاجرين الإسبان فقط ولكن أيضا الباسك الذين يختلفون معهم في الأيديولوجية الليبرالية أو الجمهورية أو الاشتراكية.

### عودة الليبراليين (1893-1895)

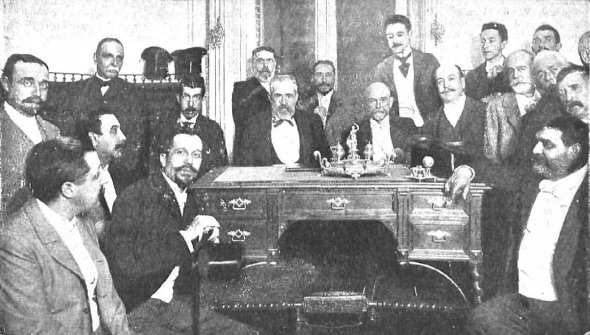
فرانسيسكو روميرو روبليدو (يجلس على يمين الطاولة) ومعه مجموعة من أصدقائه السياسيين.

تعايش اتجاهان متناقضان من المحافظين في حكومة كانوفاس، ومثلهما فرانسيسكو روميرو روبليدو -الذي عاد إلى صفوف الحزب المحافظ بعد تجربته الفاشلة مع حزب الإصلاح الليبرالي- وفرانسيسكو سيلفيلا. تجسد الأول بهيمنة الممارسات الزبائنية والتلاعب الانتخابي وانتصار للبراغماتية الأنقى، في حين تمثل الثاني «بالإصلاحية المحافظة» التي سعت إلى استعادة هيبة القانون وايقاف اساءة إستعماله والتعديات عليه». إلا أن الرئيس كانوفاس ديل كاستيلو اتجه نحو «البراغماتية» لروميرو روبليدو قبل ظهور الوضع الجديد الذي نشأ عن ادخال الاقتراع العام، مما تسبب بتخلي سيلفيلا عن الحكومة في نوفمبر 1891، وأثارت حركته تلك أكبر أزمة داخلية في تاريخ الحزب المحافظ.
تسببت حالة الفساد المستشرية في مجلس مدينة مدريد في ديسمبر سنة 1892 بظهور أزمة في حكومة كانوفاس، وحلت الواصية بأن دعت ساغاستا مرة أخرى - في المناقشة التي جرت في الكونغرس اكتمل التفكك بين كانوفاس وسيلفيلا عندما ذكر الأول التزامه «بدعم رئيسه» الذي حفز حالة الغضب من الآخر-. وفي أعقاب استخدام نظام كانوفاس حصل ساغستا على قرار بحل الكورتيس وإجراء انتخابات جديدة للحصول على أغلبية واسعة لدعم الحكومة الجديدة. أجريت الانتخابات في مارس 1893 وكما كان متوقعا نال المرشحون الحكوميون انتصارا باهرا (فاز الليبراليون ب 281 نائبا، مقابل 61 محافظا مقسما بين الكانوبيين 44 وسيلفليين 17 بالإضافة إلى 7 من كارليين و14 من اتباع الحزب الديموقراطي و33 من الجمهوريين النقابيين.
شكل ساغاستا حكومة سميت بالأعيان لأنها ضمت جميع قادة فصائل الحزب الليبرالي، ومنهم الجنرال خوزيه لوبيز دومينغويز الذي انضم إلى صفوفهم، وأيضا أعضاء الحزب الديموقراطي بزعامة إميليو كاستيلار - الذي أجبره كانوباس على التخلي علنا عن ايمانه الجمهوري-، وقد بذل جهدا للتوفيق بين المواقف «اليمينية» و«الحمائية» ل«جيرمان غامازو» مع اليساريين وتجار السوق الحرة لسيجسموندو موريت. ففي بداية ملف الخزينة اقترح غوميز الوصول إلى موازنة معتدلة، لكن مشروعه أحبط جراء زيادة الإنفاق الناجم عن حرب الريف القصيرة التي دارت حول مليلية في الفترة من أكتوبر 1893 وأبريل 1894. سبب الحرب هو القيام ببناء حصن في منطقة قريبة من سيدي ورياش حيث يوجد فيها مسجد ومقبرة فاعتبرها الريفيون بمثابة تدنيس. فجرت فيها معارك شرسة، حيث سلط الضوء على موقع حصن كابريريزاس ألتاس فحشد لذلك حوالي 1000 رجل حيث قتل منهم 41 شخصا وجرح 121 من القوات الاسبانية.
ومن ناحية أخرى بدأ وزير ماوراء البحار أنطونيو مورا بإصلاح النظام الاستعماري والبلدي في الفلبين لمنحها استقلالية إدارية أكبر -على الرغم من المعارضة التي ثارت في قطاعات معينة من القوميين الإسبان والكنيسة- ولكنه أخفق في محاولة فعل نفس الشيء نفسه في كوبا لأن الإصلاحية الإسبانية تبدو متقدمة جدا في حين أنها لم تلب تطلعات الحزب الليبرالي الكوبي المستقل. ورفض الكورتيس المشروع حيث وصف ذلك بأنه غير وطني مما حدا بالوزير مورا بوصف ذلك بقرصنة في حالتي سكر وعربدة. ثم استقال مورا ومعه جيرمان غامازو، مما فتح أزمة خطيرة في حكومة ساغاستا.

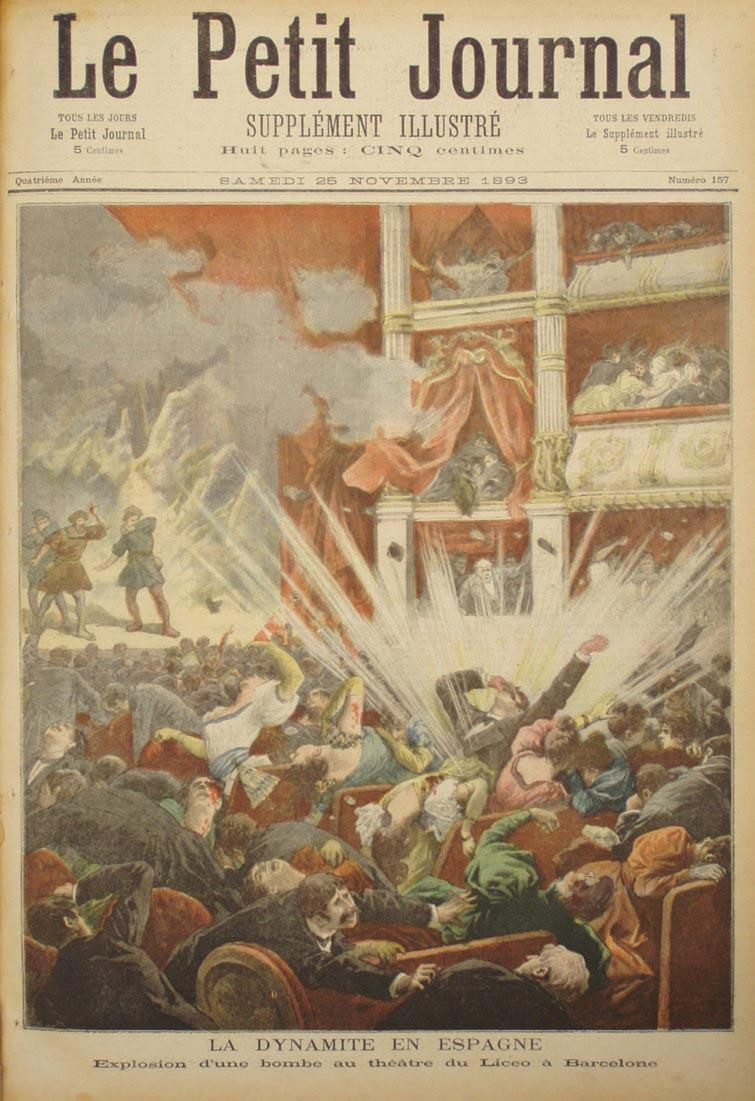
تصوير لو بتي جورنال لقنبلة ليسيو التي أطلقها أحد الفوضويون في 7 نوفمبر 1893 فتسببت بمقتل 22 شخصا وجرح 35.

واجهت الحكومة مشكلة خطيرة وهي الإرهاب الفوضوي «الدعاية للحقيقة» التي بررها مؤيدوها استجابة لعنف المجتمع البرجوازي والدولة ضد الشعب، مما جعل حياة العديد من العمال يائسة، بالإضافة إلى كونه شكلا من أشكال ردة الفعل ضد قمع الشرطة الوحشي. وكانت بداية المرحلة الرئيسية في مدينة برشلونة حيث وقع أول هجوم كبير في فبراير 1892 في بلازا ريال في برشلونة فأدى إلى وفاة شخص وإصابة العديد. أما أول هجوم لهدف سياسي واضح فكان في 24 سبتمبر 1893 ضد الجنرال أرسنيو مارتينيث كامبوس قبطان عام كاتالونيا وأحد الشخصيات الرئيسية لحقبة البوربون. فلقي شخص حتفه وأصيب آخرون بجروح مختلفة من ضمنهم كامبوس الذي أصيب بجراح طفيفة. وقد برر مدبر الهجوم الفوضوي الشاب باولينو بالاس -الذي أعدم بعدها بأسبوعين- بأنه انتقام على الحوادث التي وقعت قبل عام ونصف في شريش في ليلة 8 يناير 1892 عندما حاول 500 فلاح السيطرة على المدينة لاطلاق سراح بعض الرفاق المحتجزين في السجن، فقتل اثنين من الأهالي القاطنين بالجوار وأحد المهاجمين. فأطلق العنان لقمع المنظمات العمالية في الأندلس -أعدم أربعة من العمال بعد محاكمة عسكرية، وحكم على ستة عشر آخرين بالسجن مدى الحياة- واعترضوا جميعهم بأنهم اعترفوا عن طريق التعذيب. بعد أن توعد باولينو بالاس بالقصاص قبل اعدامه بقليل، ألقى فوضوي بعدها بثلاثة أسابيع -أي يوم 7 نوفمبر- قنبلتين على أكشاك متحف لوسيو في برشلونة، فانفجرت واحدة فتسببت بمقتل 22 وجرح 35. «يمكن تخيل مشاهد الرعب التي توالت بعضها البعض والإحساس بالانزعاج الذي انتشر بين سكان برشلونة».
وبالنهاية سقطت الحكومة في مارس 1895 بسبب استقالة ساغاستا الذي رفض ادعاء الجنرال مارتينيث بأن صحفيين من صحيفتين تعرضا لاعتداء من مجموعة من ضباط غير راضين عن الأخبار التي نشروها واعتبروها مهينة، وطالب بأن يحاكموا أمام محاكم عسكرية. عاد كانوباس ليستلم رئاسة الحكومة قبل شهر من بدء الحرب في كوبا.

## أزمات نهاية القرن (1895-1902)

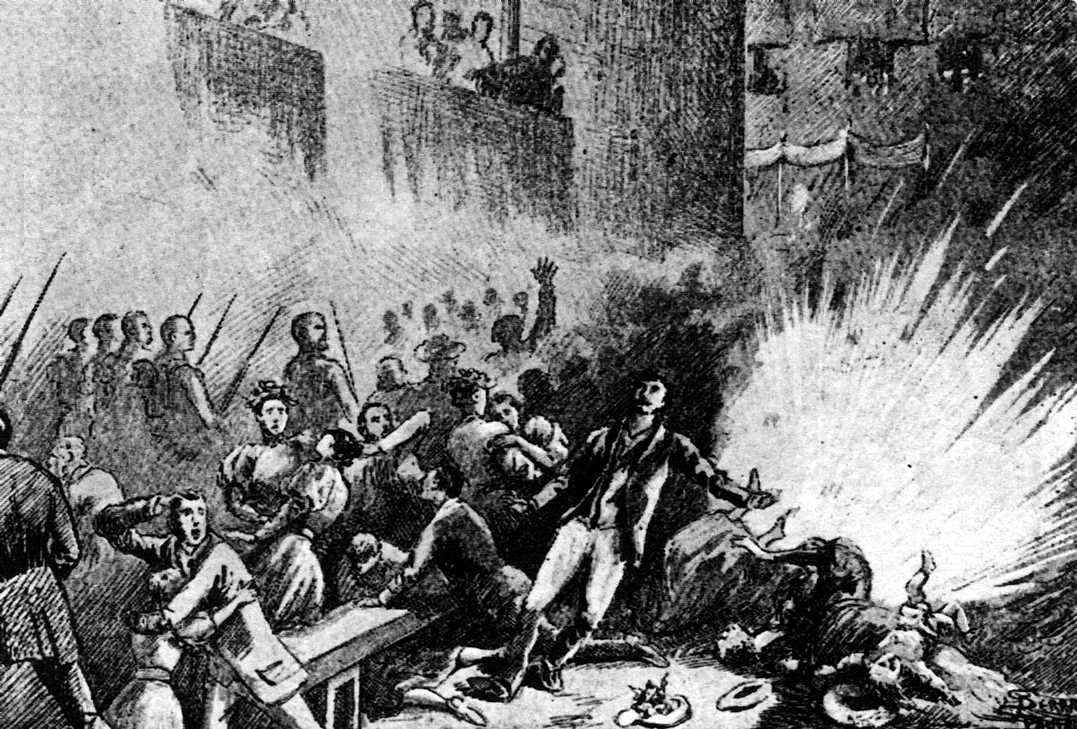
رسم يستعرض لحظة انفجار قنبلة على موكب عيد القربان 1896 في برشلونة. تلاها قمع عرف بإسم عملية مونتجويك التي أثارت موجة من الاحتجاجات الداخلية والدولية.

بدأت أزمات نهاية القرن بحرب استقلال كوبا التي اندلعت في فبراير 1895 وانتهت بهزيمة إسبانيا في الحرب الإسبانية الأمريكية سنة 1898. اما عن الوضع الداخلي فقد لعب الإرهاب الفوضوي دورا هاما، حيث انعكس ذلك في هجوم على موكب عيد القربان ببرشلونة بتاريخ 7 يونيو 1896، توفي اثرها 6 أشخاص وأصيب 42 آخرون. مارست الشرطة بعد ذلك قمعا وحشيا وعشوائيا وأدى إلى محاكمة مونتجويك الشهيرة، فتم سجن 400 "مشتبه بهم" في قلعة مونتجويك، حيث تعرضوا لتعذيب وحشي -"تمزيق الأظافر وسحق الأقدام بآلات ضغط والخوذ الكهربائية واطفاء السيجار الكوبي في الجلد...»-. ثم حكمت عدة محاكم عسكرية على 28 شخصا بالإعدام -أعدم منهم خمسة فقط- وبالسجن المؤبد ل59 شخصا "أعلنت براءة 63 ولكنهم رحلوا إلى وادي الذهب". كانت لمحاكمة مونتجويك صدى دولي كبير نظرا للشكوك حول الأدلة التي استندت إليها الأحكام حيث شبهة اعترافات المتهمين عن طريق التعذيب، وأعقبها حملة من الصحافة الإسبانية ضد الحكومة والجلادين، التي سلط فيها الضوء الصحفي الشاب أليخاندرو ليروكس مدير صحيفة "إل بايس" الجمهورية لعدة أشهر قصص التعذيب بالإضافة إلى ذلك قام بجولة دعائية في لا مانشا والأندلس. في هذا الجو العظيم من الاحتجاجات ضد محاكمات مونتجويك اغتيل رئيس الحكومة أنطونيو كانوفاس ديل كاستيو [الإسبانية] ونفذ عملية الاغتيال الفوضوي الإيطالية ميشيل أنجيوليلو في 8 أغسطس 1897. فتولى براخسيديس ماتيو ساغاستا زمام الحكومة.

### حرب كوبا (1895-1898)

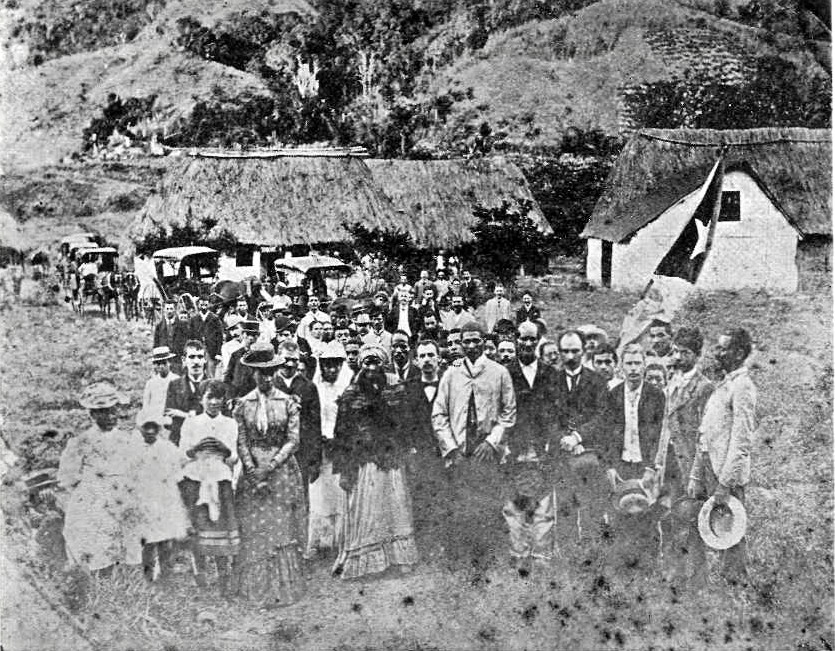
خوسيه مارتي (الرابع من اليمين) عمل في الدعاية للحزب الثوري الكوبي في 1892.

بعد التوقيع على سلام زانجون [الإنجليزية] سنة 1878 الذي أنهى حرب السنوات العشر، بدأت السياسة الإسبانية المتعلقة بكوبا باستيعابها وكأنها إحدى مقاطعات إسبانيا كما في بورتوريكو حيث لها الحق في انتخاب نواب الكونغرس في مدريد. وعززت سياسة أسبنة الجزيرة التصدي للقومية الكوبية الانفصالية من خلال التسهيلات الممنوحة لهجرة الإسبان إلى الجزيرة التي استفاد منها بالخصوص الجاليكيون وأستوريان -بين سنة 1868 و 1894 وصل مايقرب من نصف مليون شخص لسكان تعدادهم 1,500,000 في 1868-. ولكن لم توافق حكومات حقبة البوربون على أي امتياز لأي نوع من الاستقلال السياسي للجزيرة، لأنها اعتبرت أن ذلك سيكون الخطوة السابقة للاستقلال. وقد أعرب وزير ليبرالي سابق في وزارة عبر البحار عن ذلك: «يمكنهم أن ينفصلوا خلال عدة طرق، ولكن دروس التاريخ تخبرك أن طريق الحكم الذاتي يكون عن طريق السكك الحديدية». اعتبرت كوبا «جزءا من أراضي الأمة التي يجب على السياسيين الحفاظ على سلامتها».
ومن ثم فقد رفضوا اقتراح الحزب الكوبي الليبرالي المستقل الذي يعارض تماما أي تنازلات على النقيض من الاتحاد الدستوري الإسباني الذي يريد "أن يحصل عن طريق الوسائل السلمية والقانونية على مؤسسات سياسية معينة للجزيرة؛ بحيث يمكنهم المشاركة بها». وما حققوه هو الإلغاء النهائي للرق في 1886. وفي الوقت نفسه استمرت القومية الكوبية الاستقلالية بالازدهار يغذيها ذكرى أبطالها بالحرب وفظائع إسبانيا فيها.

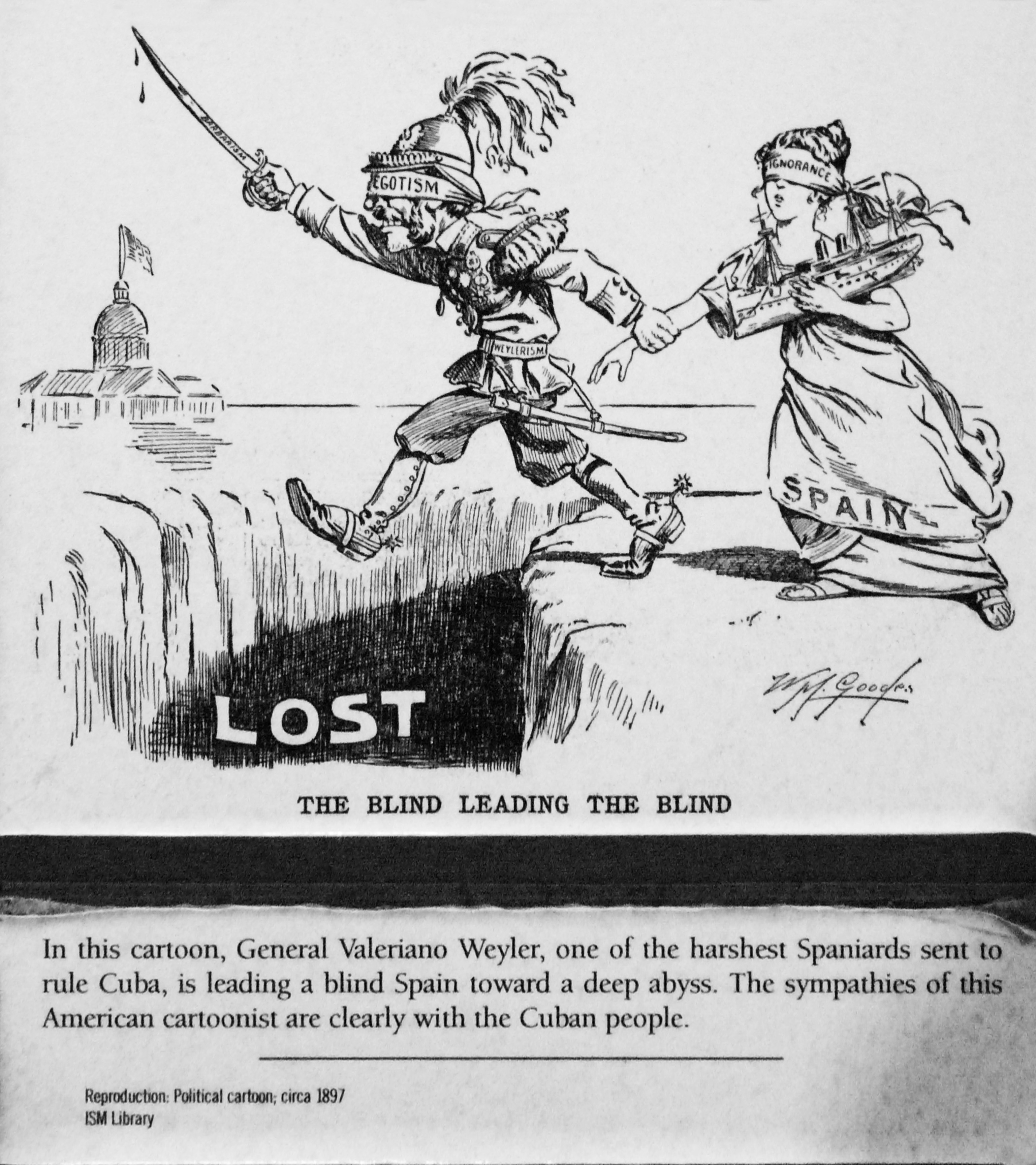
كاريكاتير أميركي يسخر من أداء الجنرال فاليريانو وايلر في الحرب في كوبا بعنوان الرجل الأعمى الذي يقود المكفوفين.

اندلع تمرد في كوبا مطالبا بالإستقلال في يوم الأحد الأخير من فبراير 1895 وهو اليوم الذي بدأ فيه الكرنفال. خطط لهذا التمرد الحزب الثوري الكوبي الذي أسسه خوسيه مارتي في نيويورك سنة 1892، وقد قتل في الشهر التالي اثناء مواجهة مع القوات الاسبانية. وقد ردت الحكومة الإسبانية على هذا التمرد بإرسال فرقة عسكرية إلى الجزيرة حيث وصل عددها في ثلاث سنوات نحو 220 ألف جندي. وفي يناير 1896 حل الجنرال فاليريانو وايلر محل الجنرال أرسنيو مارتينيث كامبوس -الذي لم يتمكن من إنهاء التمرد- فأدار الحرب "حتى آخر رجل وآخر بيزيتا". غير القبطان العام الجديد الاستراتيجية الإسبانية جذريا. فقرر أنه من الضروري قطع الدعم الذي يلقاه مؤيدوا الاستقلال من المجتمع الكوبي؛ ولهذا أمر سكان الريف بالتمركز في القرى التي تسيطر عليها القوات الإسبانية؛ في الوقت نفسه أمر بتدمير المحاصيل والماشية التي قد تكون بمثابة إمدادات للعدو. وقد أعطت هذه التدابير نتائج جيدة من وجهة النظر العسكرية ولكن بتكلفة بشرية عالية جدا. وقد بدأ السكان المتمركزون الجدد دون شروط صحية أو طعام كاف، مما جعلهم ضحية للأمراض والموت بأعداد كبيرة. ولكن من جهة أخرى انضم العديد من الفلاحين إلى جيش المتمردين، دون أن يخسروا شيئا بالفعل. " وأدت التدابير الوحشية التي طبقها وايلر إلى تأثير كبير على الرأي العام الدولي، ولا سيما في الولايات المتحدة.
وفي الوقت نفسه بدأ في سنة 1896 تمرد آخر في أرخبيل الفلبين مطالبا بالإستقلال بقيادة كاتيبونان وهي منظمة قومية فلبينية أسست سنة 1892. إلا انها وعلى عكس كوبا فقد تمكنوا من اخماد التمرد في 1897 مع أن الجنرال بولافيخا لجأ إلى أساليب مماثلة لتدابير وايلر، حيث أعدم خوسيه ريزال المفكر القومي الوطني الفلبيني. وفي منتصف سنة 1897 حل الجنرال فرناندو بريمو دي ريفيرا محل الجنرال بولافيخا، فتوصل إلى اتفاق مع المتمردين مع نهاية السنة.

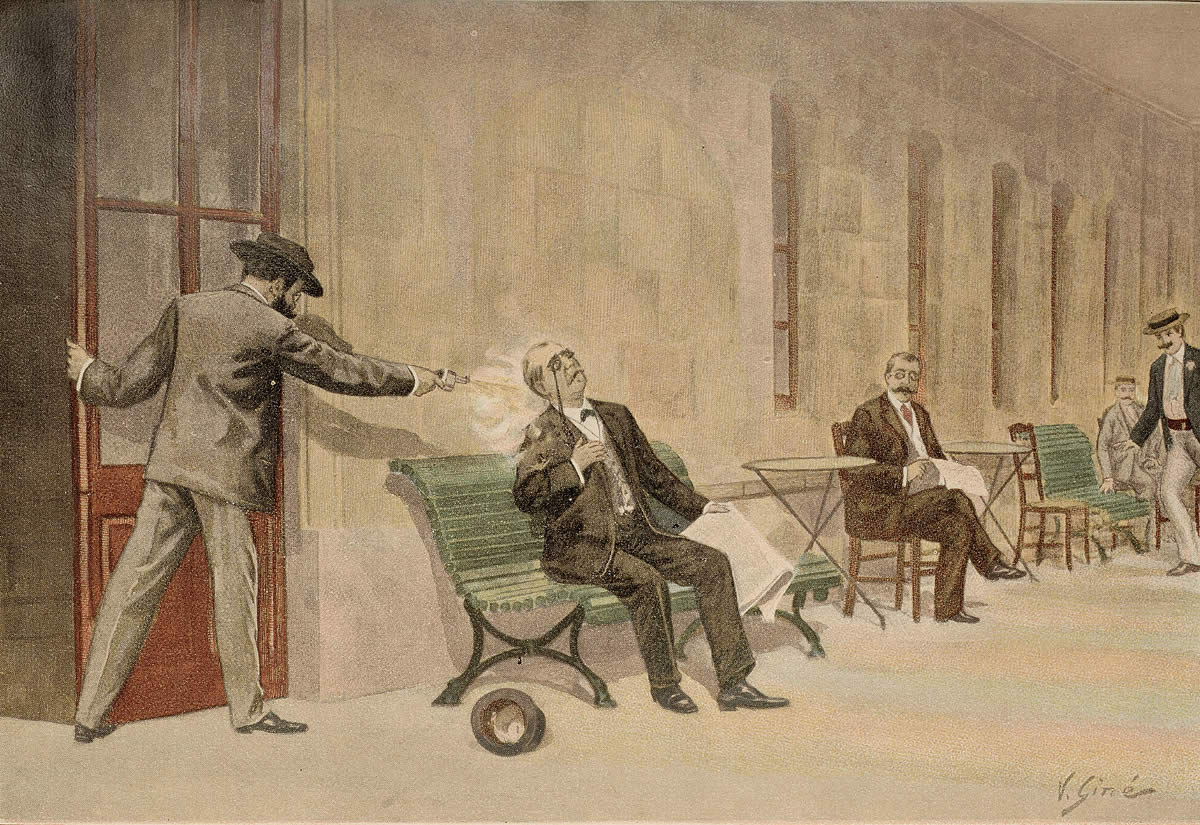
تصوير يوضح عملية اغتيال رئيس الحكومة أنطونيو كانوباس ديل كاستيو.

في 8 أغسطس 1897 اغتيل كانوفاس وتولى ساغاستا زعيم الحزب الليبرالي الحكومة في أكتوبر. ومن القرارات الأولى التي اتخذها هي إقالة الجنرال وايلر الذي لم تسفر سياسة القسوة عن أي نتائج واستعيض عنه بالجنرال رامون بلانكو وإريناس. وفي محاولة أخيرة لوقف دعم التمرد منح لكوبا حكم سياسي ذاتيا -وكذلك لبورتوريكو التي ظلت في سلام- لكن الحكم الذاتي أتى متأخرا جدا فاستمرت الحرب. ومن ناحية أخرى ركزت السياسة الإسبانية في كوبا على تلبية مطالب الولايات المتحدة بهدف تجنب الحرب معها بأي ثمن منذ أن كان الحكام الاسبان على دراية بضعف إسبانيا البحري والعسكري، بالرغم من أن صحافتها على العكس منها كانت تنشر حملة ضد أمريكا وتمجد القومية الإسبانية.

### الحرب الإسبانية الأمريكية

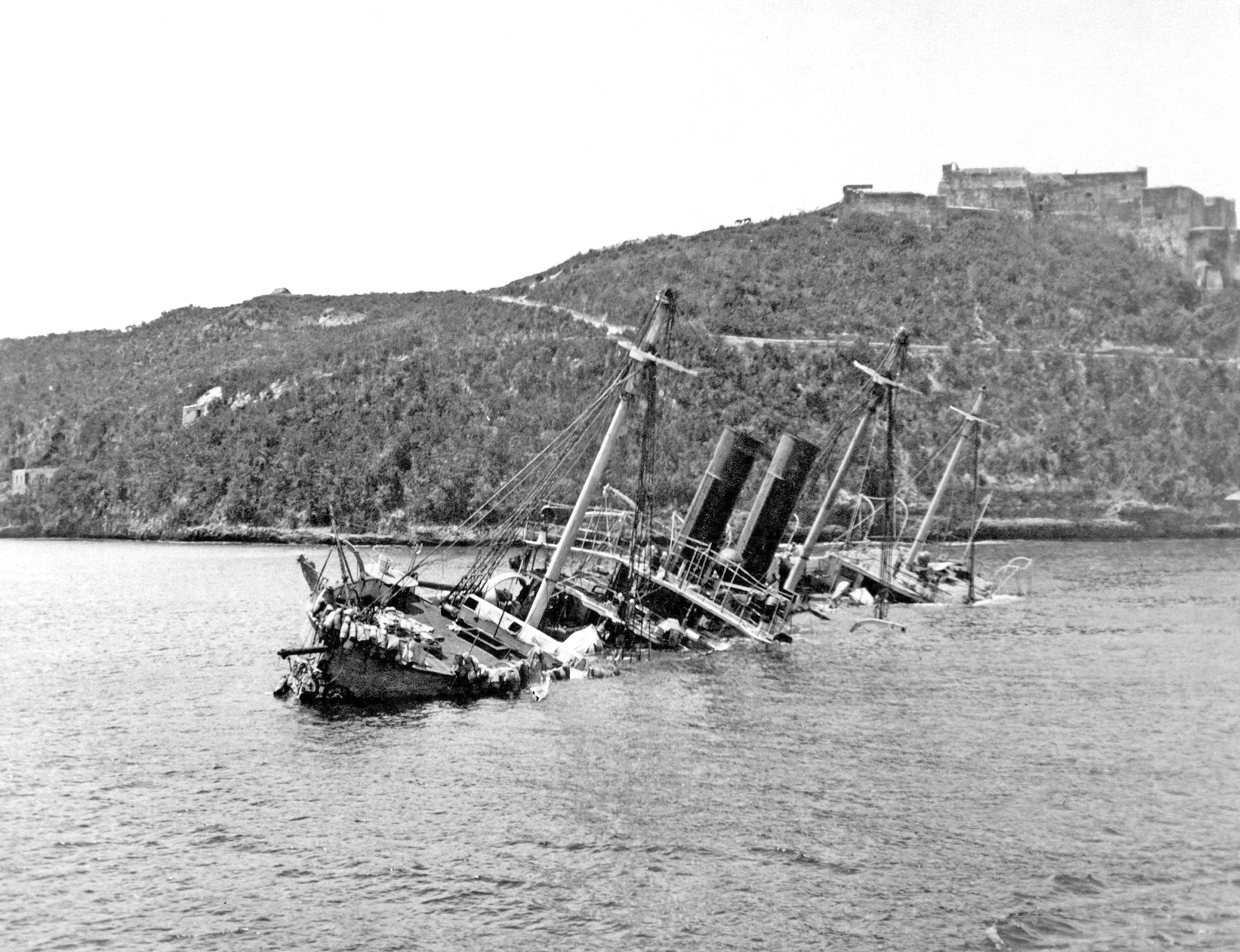
الطراد الإسباني رينا مرسيدس غارقا عند مدخل خليج سانتياغو دي كوبا.

بالإضافة إلى الأسباب الجيوسياسية والإستراتيجية كان الاهتمام الأمريكي بكوبا وبورتوريكو يرجع إلى الترابط المتزايد بين اقتصادات كل منها، الإستثمارات الرأسمالية الأمريكية حيث كانت 80٪ من صادرات كوبا من السكر تذهب إلى الولايات المتحدة، بالإضافة إلى التعاطف مع قضية استقلال كوبا في الرأي العام الأمريكي، خاصة بعد أن نشرت الصحف القمع الوحشي الذي يمارسه وايلر. فبدأت حملة معادية لإسبانيا طالبة تدخل الجيش الأمريكي على جانب المتمردين. وقال سواريز كورتينا ان المساعدات الاميركية في مجال الاسلحة والمعدات عبر المجلس الكوبي برئاسة توماس إسترادا بالما والرابطة الكوبية «كانت حاسمة في منع هزيمة المسلحين الكوبيين».
وقد بدا موقف الولايات المتحدة بالتشدد مع وصول الرئيس الجمهوري ويليام ماكينلي الذي انتخب في نوفمبر 1896، الذي رفض حل الكم الذاتي الذي اعترف به سلفه الديمقراطي جروفر كليفلاند وراهن بوضوح على استقلال كوبا أو ضمها لبلاده، وقد عرض سفير الولايات المتحدة في مدريد شراء الجزيرة فرفضت الحكومة الاسبانية ذلك العرض. وهكذا تم منح الحكم الذاتي لكوبا التي وافقت عليها حكومة ساغستا -وهو الأول من نوعه في تاريخ اسبانيا المعاصر- إلا أنه لم يرض على الإطلاق رغبة الولايات المتحدة ولا الكوبيين الذين واصلوا الحرب من أجل الاستقلال. ساءت العلاقات بين الولايات المتحدة واسبانيا بعدما نشرت الصحافة الأميركية رسالة خاصة من السفير الاسباني انريكي دوبوي [الإنجليزية] إلى الوزير خوسيه كناليخاس اعترضها الجواسيس الكوبيون حيث وصفت فيها الرئيس ماكينلي «بالضعيف ومحبوب الغوغاء بالإضافة إلى أنه سياسي مرغوب ... وله علاقة جيدة مع أقطاب حزبه».
في فبراير 1898 غرقت السفينة الحربية الأميركية مين في ميناء هافانا حيث كانت راسية فيه نتيجة انفجار. فقتل فيها 264 بحار واثنين من الضباط، وبعدها بشهرين أي في 19 نيسان وافق الكونغرس في الولايات المتحدة على قرار يطالب فيها باستقلال كوبا وسمح للرئيس ماكينلي بإعلان الحرب على إسبانيا، وهو ما فعله في 25 أبريل. وذكر قرار الكونغرس:"إن لشعب جزيرة كوبا الحق في أن يكون حرا وأن واجب الولايات المتحدة أن تطالب بذلك، وبالتالي فإن حكومة الولايات المتحدة تطلب من الحكومة الاسبانية التخلي فورا عن سلطتها وحكومتها على جزيرة كوبا وأن تسحب قواتها البرية والبحرية من كوبا والمياه الكوبية". ولا تزال أسباب انفجار مين غير معروفة حتى الآن بالرغم من أن "الدراسات الحالية تميل إلى إسنادها إلى أنه كان حادث عرضي، مما يؤكد الرسالة التي شرحتها اللجنة الإسبانية بأن الانفجار كانت أسبابه داخلية. لكن التقرير الأمريكي الرسمي وعلى العكس من ذلك قد عزا إلى أسباب خارجية، حيث ذكر ماكينلي في رسالة إلى الكونغرس:"أن ذلك دليلا واضحا على الحالة التي لا تطاق في كوبا".

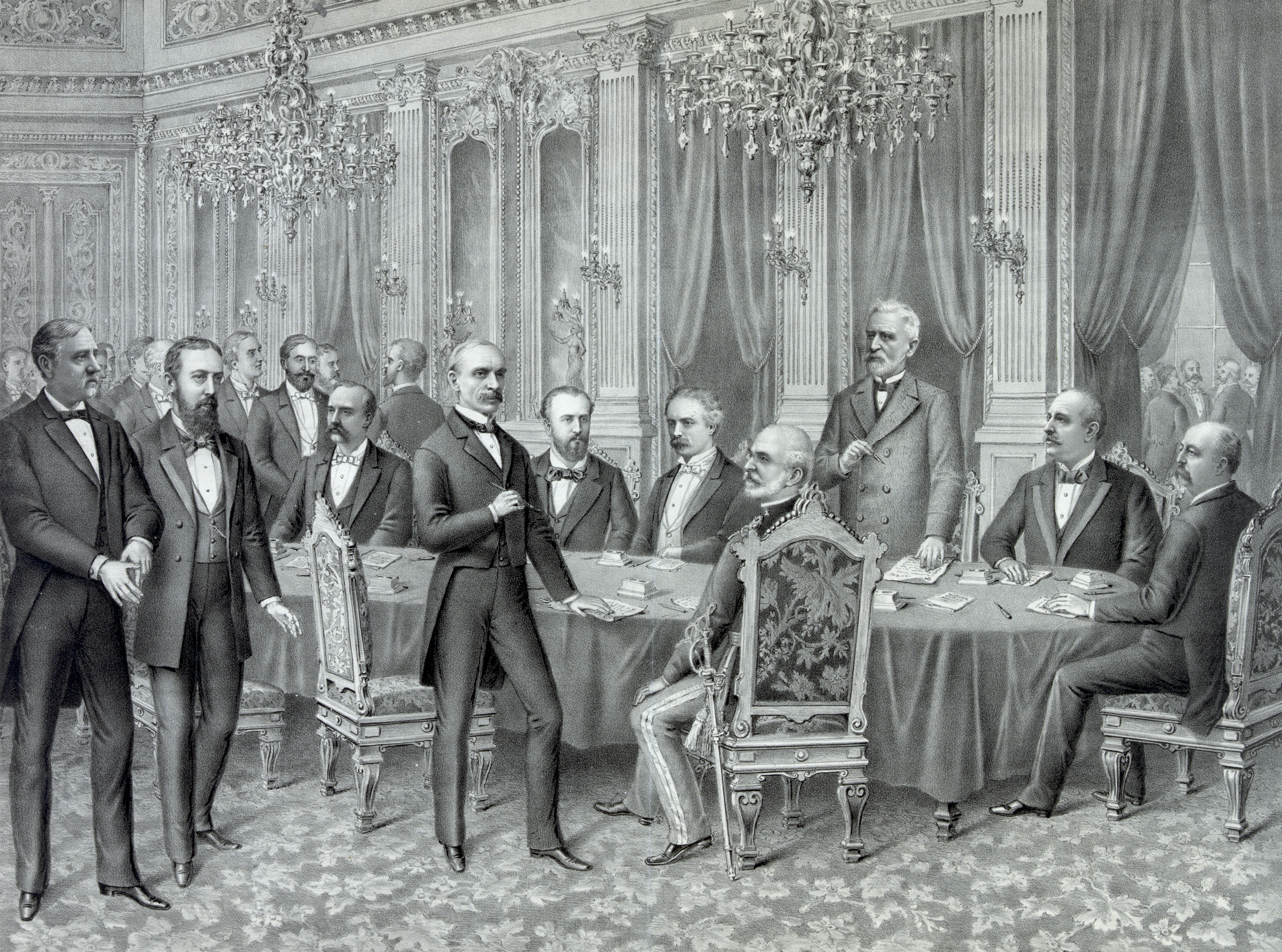
مفاوضات معاهدة باريس في ديسمبر 1898.

اندلعت الحرب الإسبانية الأمريكية وجرت في البحر ولفترة قصيرة. ففي 1 مايو 1898 تمكن الإسطول الأمريكي من اغراق الأسطول الإسباني في الفلبين قبالة ساحل كاويته، ثم هبطت القوات الأمريكية في مانيلا بعدها بثلاثة أشهر ونصف. وحدث نفس الشيء للأسطول الإسباني المتجه نحو كوبا بقيادة الأدميرال سيرفيرا حيث أغرق قبالة ساحل سانتياغو دي كوبا في 3 يوليو، وبعدها ببضعة أيام سقطت سانتياغو دي كوبا ثاني أهم مدينة في الجزيرة بيد القوات الأمريكية. وبعدها بفترة وجيزة احتل الأمريكيون جزيرة بورتوريكو المجاورة. وقد اعرب ضباط إسبان في كوبا عن «اقتناعهم بأن حكومة مدريد كان هدفها المتعمد هو تدمير الاسطول في أقرب وقت ممكن للوصول بسرعة إلى عملية السلام».

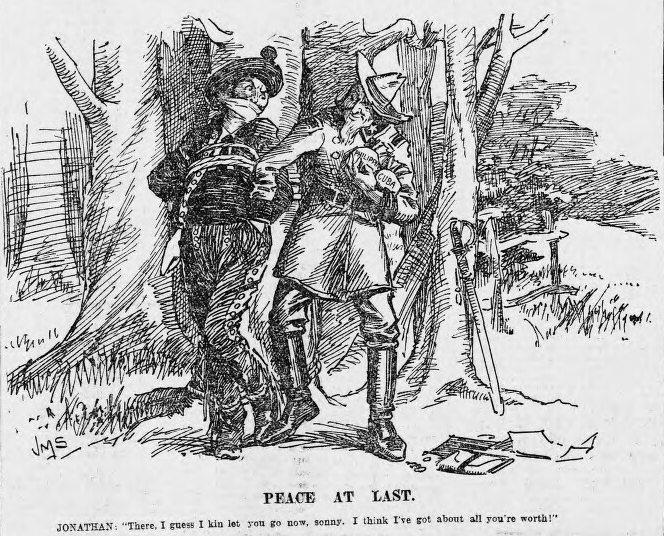
كاريكاتير أمريكي ساخر على معاهدة باريس سنة 1898 التي جرت بعد هزيمة إسبانيا في الحرب الإسبانية الأمريكية وبها انتهت آخر مستعمرات الإمبراطورية الإسبانية.

بعد وصول أخبار غرق الأسطولين طلبت حكومة ساغاستا وساطة فرنسا للدخول في مفاوضات سلام مع الولايات المتحدة بعد التوقيع على بروتوكول واشنطن في 12 أغسطس، بدأت المفاوضات في 1 أكتوبر 1898 وانتهت بتوقيع معاهدة باريس في 10 ديسمبر. اعترفت إسبانيا بموجب تلك المعاهدة باستقلال كوبا وتنازلت للولايات المتحدة عن بورتوريكو وجزيرة غوام في أرخبيل ماريانا والفلبين مقابل 20 مليون دولار. وفي العام التالي باعت اسبانيا اخر بقايا امبراطوريتها الاستعمارية في المحيط الهادئ - جزر ماريانا الشمالية وجزر كارولين وبالاو - إلى ألمانيا مقابل 25 مليون دولار. لقد كانت الحرب ضد الولايات المتحدة عبثية وغير مجدية لكثير من المؤرخين، إلا ان لها دعم بسبب منطق داخلي:"ذكر أنه لايمكن الحفاظ على النظام الملكي إذا لم يكن هناك هزيمة عسكرية أكثر من متوقعة». وجهة نظر شاطرها كارلوس دارده:"بمجرد بدء التخطيط للحرب علمت الحكومة الإسبانية أنه ليس لديها حل آخر، يجب عليها القتال والخسارة. كانوا يعتقدون أن الهزيمة -وهذا مؤكد- هي أفضل من الثورة -وهذا أيضا مؤكد-». فمنح «كوبا الاستقلال دون أن هزيمة عسكرية... ممكن أن يدخل اسبانيا في نفق انقلاب عسكري وبدعم شعبي واسع؛ أي الثورة وبالتالي سقوط النظام الملكي». وكما قال رئيس الوفد الاسباني في مفاوضات السلام في باريس الليبرالي يوجينيو مونتيرو ريوس:«فقدنا كل شيء عدا نظامنا الملكي». أو كما قال السفير الأمريكي في مدريد: إن السياسيين من الأحزاب الموالية للملكية يفضلون «احتمالات الحرب مع يقين خسارة كوبا على تخريب النظام الملكي».

### «كارثة 98» و «التجديد»

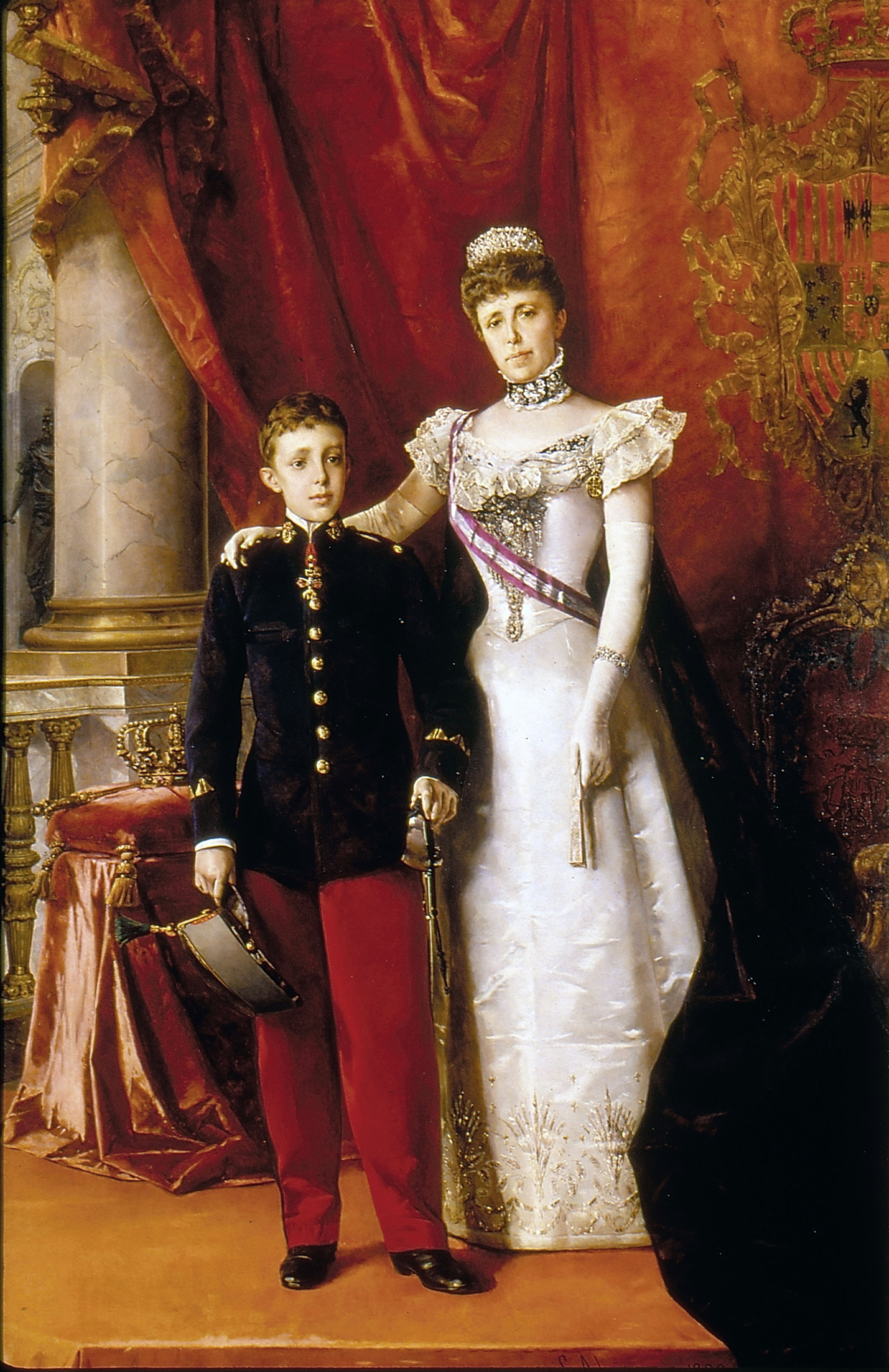
الواصية ماريا كريستينا دي هابسبورغ مع ابنها ألفونسو الثالث عشر ملك إسبانيا المستقبل ذو اثني عشر عاما في 1898.

بدأ الشعور القومي الوطني الإسباني بعد الهزيمة الإحساس بالمرارة، فازداد إجمالي للوفيات خلال الحرب: حوالي 56,000 عسكري -قتل 2,150 جندي وضابط في المعارك، ومات 53,500 آخرين بسبب الأمراض المختلفة- وأشار المؤرخ ميلتشور فرنانديز ألماغرو الذي كان طفلا عند انتهاء الحرب إلى الجرحى والجنود المشوهين الذين عادوا من الحملة الاستعمارية "بأنهم كانوا يمشون في الشوارع والميادين في عرض مؤلم للزي الرسمي المسمى «رايديلو» الذي أضحى أسمال بالية وبمنظر كئيب لوفرة العكازات والأيدي بحمالات وبقع على الأوجه الهزيلة." ومع ذلك لم يكن لهذا الشعور أي ترجمة سياسية سواء عند الكارليين أو الجمهوريين -باستثناء بي مارغال الذي حافظ على موقف مناهض للاستعمار- الذين دعموا الحرب والتي تجلت بأنها أحزاب القومية والعسكرية والاستعمارية لنظام تداول السلطة. إلا أن الاشتراكيين والفوضويين فما زالوا مخلصين لمثلهم الدولية المعارضة للاستعمار والمناهضة للحرب. ومع ذلك تمكن نظام البوربون من تجاوز تلك الأزمة .
بدأ تيار جديد بالظهور في السنوات التي أعقبت الحرب مباشرة وسمي بتيار التجدد وهي مجموعة كبيرة من الأفكار التي أثارت الحاجة إلى التنشيط -لتجديد المجتمع الإسباني كي لاتتكرر «كارثة 98». شارك في هذا التيار ماسمي أدب الكارثة، الذي كان قد بدأ بالفعل قبل سنوات من 1898، وبدأ بالتفكير في الأسباب التي أدت بالأمة الإسبانية إلى حالة «الخنوع» التي فيها -حقيقة أن إسبانيا فقدت مستعمراتها في حين أن بقية الدول الأوروبية الرئيسية بدأت ببناء إمبراطورياتها الاستعمارية الخاصة بها- وما يجب القيام به للتغلب عليه. وظهرت العديد من المصنفات التي سلطت الضوء على المشاكل الوطنية، ومن أبرز أعضاء جيل 98: أنخيل غانيفيت وأثورين ميجيل دي أونامونو بيو باروخا أنطونيو ماتشادو وراميرو دي مايثتو وغيرهم.

### حكومات التجديد (1898-1902)

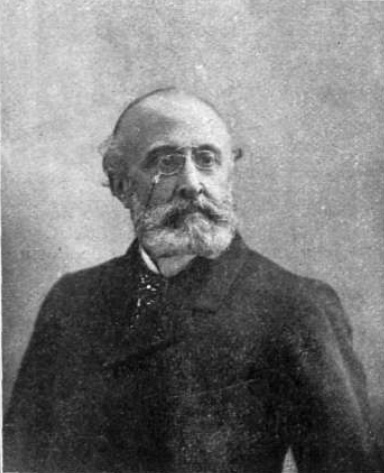
فرانسيسكو سيلفيلا (1903) خلف أنطونيو كانوباس ديل كاستيو على رأس حزب المحافظين.

تولى فرانسيسكو سيلفيلا الزعيم المحافظ الجديد الحكومة في مارس 1899 وعدّ ساغاستا ذلك مساعدة كبيرة له حيث كان على رأس الدولة خلال فترة كارثة 98. وأعاد سيلفيلا مطالب «التجديد» للمجتمع والنظام السياسي -وهو نفسه وصف الوضع بأنه بلد «عديم النبض» أي لاحياة فيه- بحيث ترجم إلى سلسلة من الاصلاحات. وتألف مشروع سيلفيلا ووزيره الجنرال بولافيجا وزير الحربية من «صيغة التجديد المحافظ في محاولة لحماية القيم القومية في وقت الأزمات الوطنية».
وكان أهم إصلاح هو الإصلاح الضريبي الذي قام به وزير المالية رايموندو فرنانديز فيلافيردي لمواجهة الوضع المالي الصعب للدولة نتيجة لزيادة التكلفة العامة الناجمة عن الحرب ووقف انخفاض قيمة البيزيتا وارتفاع الأسعار - مع ما يترتب على ذلك من زيادة في السخط الشعبي. وصاحب الموافقة على هذا الإصلاح سنة 1900 الموافقة أيضا على أول قانونين اجتماعيين من التاريخ الإسباني بتشجيع من الوزير إدواردو داتو: أحدهما عن حوادث العمل وآخر عن عمل النساء والأطفال. حاول سيلفيلا أن يدمج مع حكومته أيضا القومية الكاتالونية التي تمثلها الرابطة الإقليمية التي كانت قد اقتحمت الحياة العامة، إلا أن وزير العدل مانويل دوران أنهاها بالاستقالة.
أما حركة المعارضة الرئيسية الوحيدة التي واجهت الحكومة سيلفيلا المحافظة هي ضربة دافعي الضرائب - أو الإغلاق [الإنجليزية] (بالإسبانية: Tancament de Caixes)‏ في كاتالونيا - التي راجت بين أبريل ويوليو 1900 وأدارتها الرابطة الوطنية للمنتجين وهي منظمة أنشأها المجدد خواكوين كوستا وغرف التجارة. لكن هذه الحركة التي طالبت بالتغييرات السياسية والاقتصادية انتهت بالفشل وانحل الاتحاد الوطني التي انبثقت منه، خاصة عندما تخلت عنه بورجوازية الباسك وكاتالونيا التي دعمت حكومة سيلفلا. وكانت أفكار خواكين كوستا متوجهة نحو الجمهورياتية.

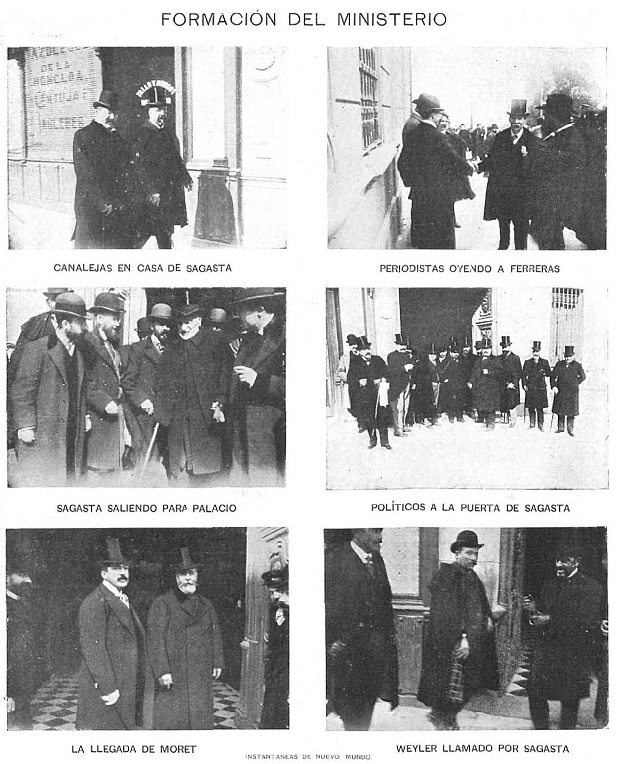
تشكيل حكومة ساغستا في 1901.

إن الخلافات الداخلية - وقادها الجنرال بولافيجا المعارض للحد من الإنفاق العام التي اقترحها فرنانديز فيلافيردي من أجل تحقيق ميزانية الدولة منسجمة، حيث أنه اصطدم معها في طلبه زيادة الاعتمادات المالية للجيش لتحديثه - هي تلك التي انتهت مما تسبب في سقوط حكومة سيلفيلا في أكتوبر 1900. خلفه الجنرال مارسيلو أثكاراجا بالميرو في حكومة استمرت خمسة أشهر فقط. في مارس 1901 عاد ساغاستا الليبرالي لرئاسة الحكومة التي ستكون آخر حكومة وصاية ماريا كريستينا دي هابسبورغ والأولى بعد استلام الملك ألفونسو الثالث عشر الحكم.

### توطيد القوميتين الكاتالونية والباسكية
أيد معظم الكتالونيين منح الاستقلال الذاتي لكوبا لأنهم اعتبروه سابقة لحصول كاتالونيا عليه، ولكن اقتراح فرانسيسك كامبو باصدار «الإتحاد الكاتالوني» إعلانا لصالح الحكم الذاتي الكوبي مع إمكانية الوصول إلى الاستقلال لقي دعما ضعيفا.

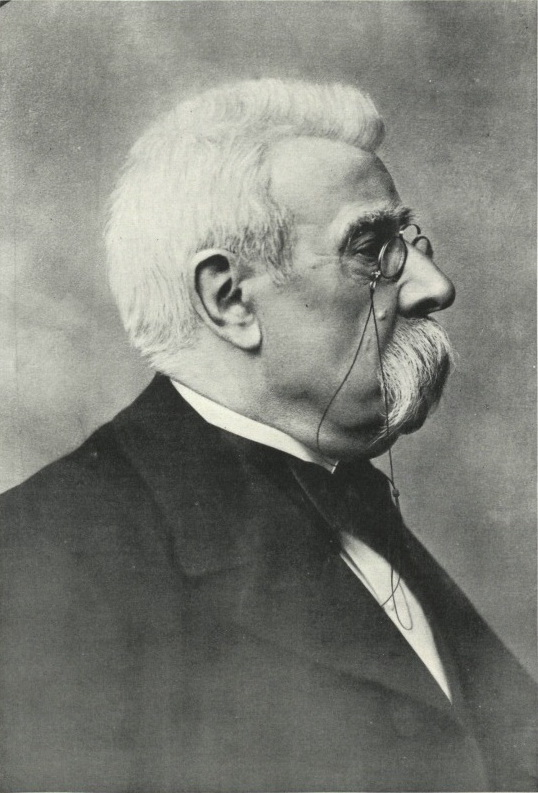
مانويل دوران.

بعد هزيمة إسبانيا في حربها أمام أمريكا شهدت القومية الكاتالونية دفعة قوية بدأت ثمارها بولادة الرابطة الإقليمية في 1901 من اندماج الاتحاد الإقليمي الذي أسس سنة 1898 مع المركز الوطني الكاتالوني وجمع مجموعة منشقة من الاتحاد الكاتالوني بقيادة إنريك برات دي لا ريبا وفرانسيسك كامبو. وكان السبب التمزق الاتحاد الكاتالوني هو أن كامبو كان ضد رأي الأغلبية حيث طالب بالتعاون مع حكومة سيلفيلا المحافظة - كان مانويل دوران جزءا من الحكومة؛ وهناك شخصيات كاتالونية اصبحوا رؤساء بلديات برشلونة وطراغونة وريوس بالإضافة إلى أسقف برشلونة وفيك، بالرغم من أنها بالنهاية انفصلت عن حزب المحافظين عندما لم يتم قبول مطالبهم -الاتفاق الاقتصادي [الإنجليزية] ومقاطعة واحدة والحد من العبء الضريبي-. الجواب كان إغلاق المكاتب والمحال واستقالة وزير العدل مانويل دوران واستقالة الدكتور بارتوميو روبرت رئيس بلدية برشلونة. فشل التواصل مع المحافظين الإسبان لم يجعل الرابطة الإقليمية الجديدة تختفي ولكن العكس هو الذي حصل حيث وجد دعما متزايدا بين العديد من القطاعات البرجوازية الكاتالونية المستاءة من الأحزاب التي تتداول السلطة" (بالإسبانية: turno pacífico)‏. وأدى ذلك إلى انتصارها في الانتخابات البلدية سنة 1901 في برشلونة مما يعني نهاية الزعماء المحليين والتزوير الانتخابي في المدينة

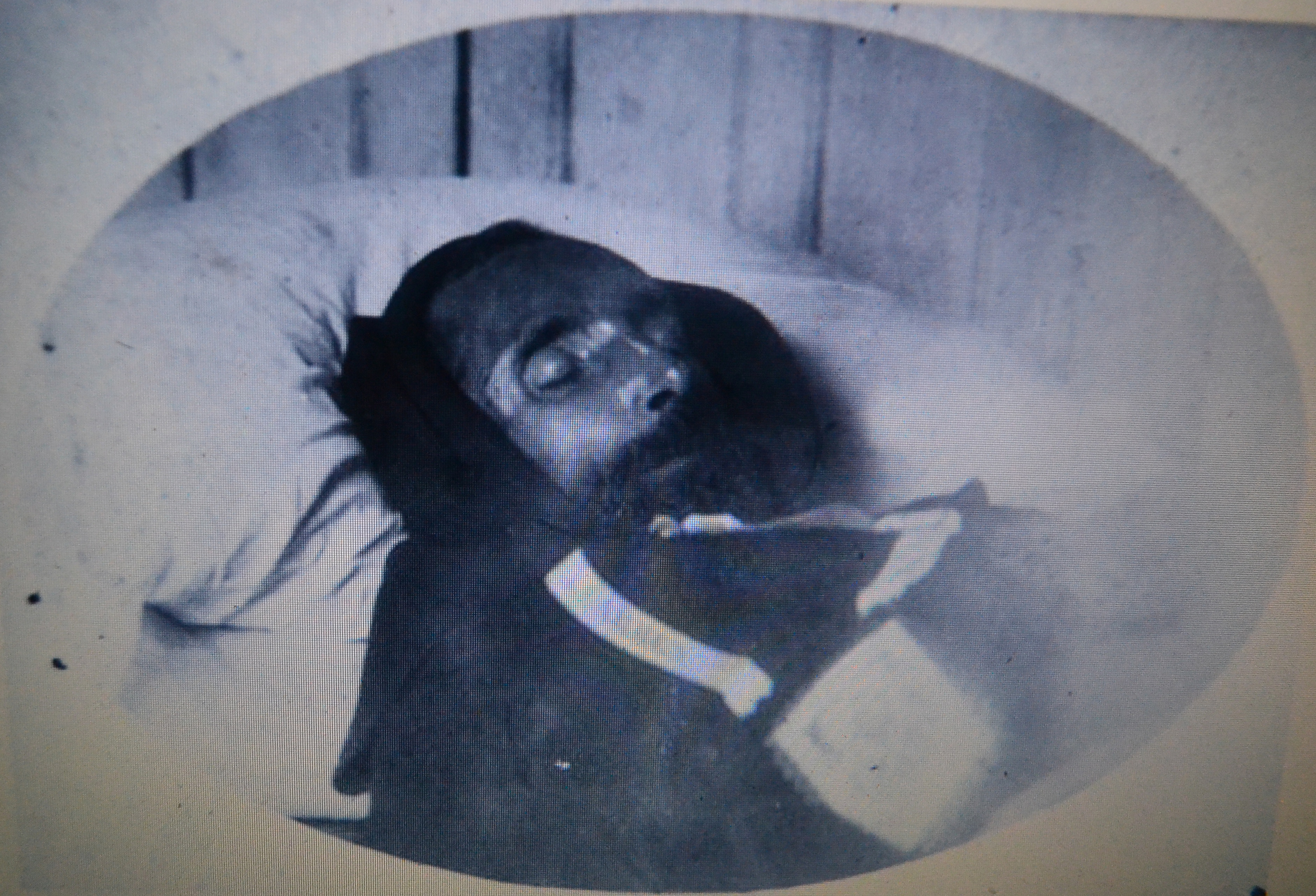
جثمان سابينو أرانا (نوفمبر 1903)

أما بالنسبة لبلاد الباسك فإن الحزب القومي الباسكي كان في 1898 عبارة عن مجموعة سياسية لا يكاد يكون لها فروع وضعفت قوتها حتى بلباو، ولم يكن لديها حتى صحيفة خاصة بعد توقف صحيفتها باسيرتارا قبلها بعام بسبب المشاكل الاقتصادية. وبالإضافة إلى ذلك كانت قدرته على التأثير العام محدودة بسبب موجة التمجيد الوطني الإسباني الناجمة عن الحرب الإسبانية الأمريكية -تعرض منزل أرانا في بلباو في مظاهرة للقذف بالحجارة ولكن في ذات العام من 1898 تغيرت حالة الحزب القومي الباسكي تماما- فقد كان بجانب حزب العمال الاشتراكي الإسباني من الجماعات السياسية الباسك التي عارضت الحرب وذلك بفضل القبول في نفس المجموعة من الباسكيون الذين قدموا «الصورة السياسية»، لأن هؤلاء البرجوازيين مرتبطين بالصناعة والتجارة، وخاصة زعيمهم رامون دي لا سوتا الذي واجه استقلال أرانا ولكنه دافع عن الاستقلال الذاتي للباسك وبالتالي اقترب من نهج الكاتالونية، وكان دعم الباسك حاسما لانتخاب أرانا في سبتمبر 1898 نائبا لمقاطعة فيزكايا في بلباو. ومن ذلك الوقت أدار أرانا نهجا أكثر راديكالية ومضاد للرأسمالية وللإسبانية، ولكنه في العام الأخير من حياته نبذ استقلال الباسك ودعا إلى «الاستقلال الذاتي باعتباره متطرفا قدر الإمكان ضمن وحدة الدولة الإسبانية»، وهو تطور إسباني ناقشه كثيرا اتباعه بعد وفاته في 25 نوفمبر 1903 بعمر 38 عاما فقط.